# Déploration du Christ

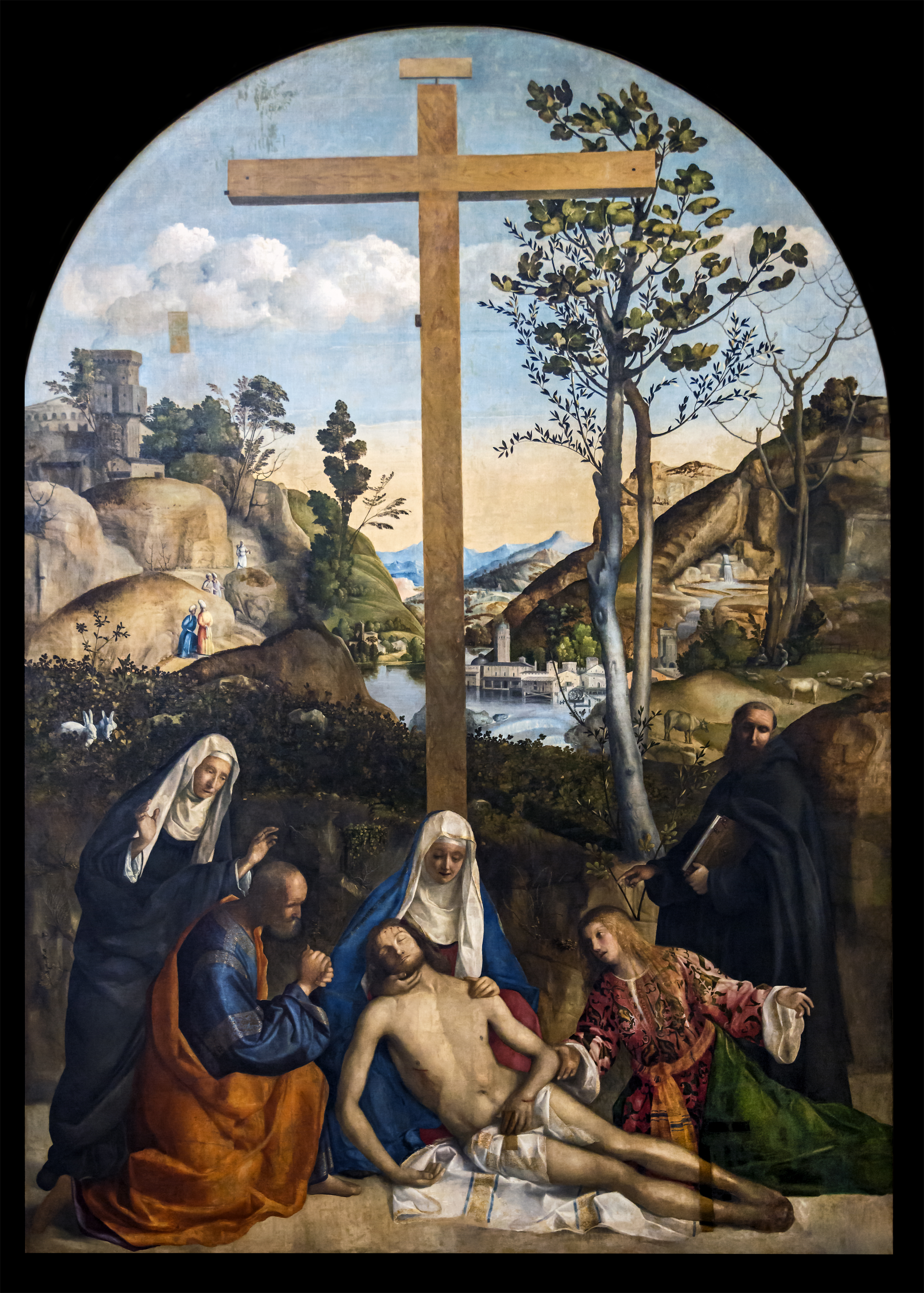
Giovanni Bellini, La Déploration du Christ (vers 1515), Gallerie dell'Accademia de Venise

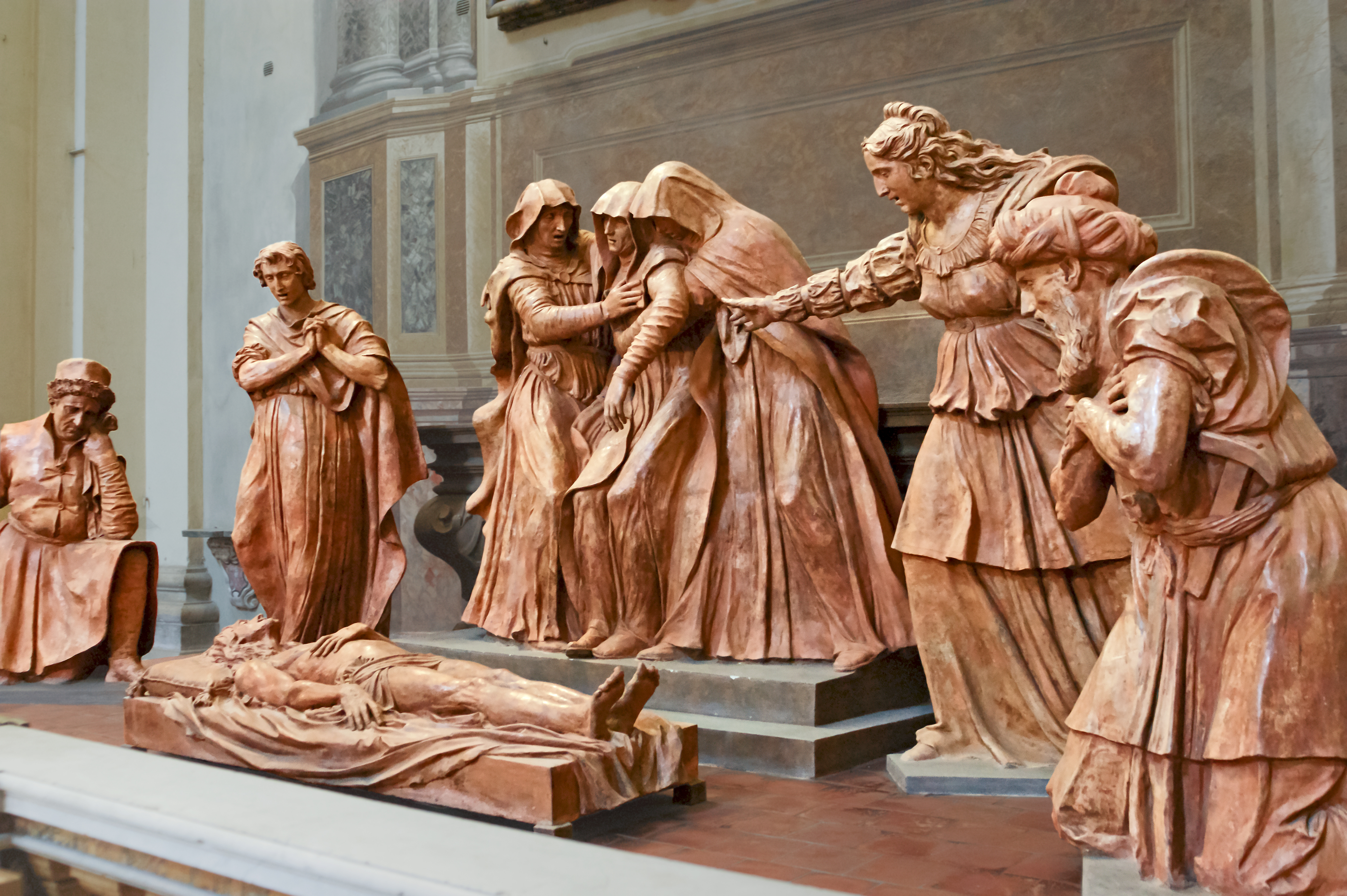
Alfonso Lombardi, La Déploration du Christ (vers 1522-1526), groupe en terre cuite, cathédrale de Bologne.

La Déploration du Christ ou Lamentation du Christ est un épisode de la Passion du Christ qui a lieu à la fin de la Passion (Dies Passionis Domini) et qui a donné lieu à de multiples interprétations iconographiques à partir du haut Moyen Âge en occident et au XIe siècle dans l'art byzantin. 
Cet épisode est médité dans l'Église catholique par la treizième station (l'avant-dernière) du chemin de Croix.

## Thème du cycle de la Passion du Christ
Le thème traité est celui de Jésus-Christ après la Descente de Croix et avant sa Mise au tombeau et met donc en scène (Luc, XXIII, 49) sa Mère, les Saintes Femmes, l'apôtre Jean et souvent d'autres personnages qui avaient été auparavant présents au pied de la Croix, comme Joseph d'Arimathie, Nicodème et parfois des anges.
L'iconographie traite de la Déploration devant le tombeau du Christ, mais souvent aussi au pied ou près de la Croix, comme dans la Déploration du Christ d'Albrecht Dürer qui se trouve à l'Alte Pinakothek de Munich. 
Il est aussi d'usage à partir du Bas Moyen Âge et encore plus à la Renaissance d'inclure également des donateurs, ou des saints patrons de l'église pour laquelle l'œuvre a été commandée.
Le paysage est celui, tel que l'indique le Nouveau Testament, du Golgotha, mais il peut prendre la forme d'un lieu du Calvaire s'inspirant du lieu où se trouve l'église ou l'abbaye à laquelle le tableau est destiné.

## Distinction avec la Pietà
Le thème de la Pietà, est né du thème de la Déploration du Christ. Il ne comporte, que deux personnages, le Christ mort et Marie, sa mère éplorée, soutenant son corps. Certaines représentations de la Pietà incluent l'apôtre Jean, Marie-Madeleine et parfois d'autres personnages de chaque côté de la Vierge, mais la grande majorité ne montre que Marie et son Fils.

## Quelques peintres et sculpteurs du thème
- Giotto, 1304-1306, fresque, Église de l'Arena de Padoue
- Bernardo Daddi (1290-1348) [réf. nécessaire]

### Primitifs flamandset Germaniques
- Petrus Christus, 1455-1460, La Lamentation, Musées royaux des Beaux-Arts de Belgique[4]
- Rogier van der Weyden, 1460-1464, huile sur panneau, Mauritshuis[5]
- Jean Fouquet, 1460-1465, La Descente de Croix, Église Saint-Martin de Nouans-les-Fontaines[6]
- Hans Memling, 1475, Diptyque : La Descente de la Croix et Les Pleurs des Saintes Femmes, Chapelle royale de Grenade[7]
- Hugo van der Goes, vers 1479, Diptyque de Vienne avec La Chute de l'homme et La Rédemption (Lamentation du Christ), Musée d'Histoire de l'art de Vienne[8]
- Maître du Livre de Raison, 1480-85, La Lamentation sur le Christ, Gemäldegalerie Alte Meister, Dresde[9]
- Maître de la Légende de sainte Lucie, 1493-1501, Lamentation avec saint Jean-Baptiste et sainte Catherine d'Alexandrie, Minneapolis Institute of Art[10]
- Gérard David, 1515-1523, Lamentation, National Gallery, Londres[11]
- Albrecht Dürer, 1490-1500, La Lamentation sur le corps du Christ mort, Germanisches Nationalmuseum, Nuremberg[12] et 1500-1507, Lamentation du Christ, Alte Pinakothek, Munich [13]
- Lucas Cranach l'Ancien, 1515, La Lamentation avec les deux voleurs crucifiés, Musée des Beaux-Arts (Boston)[14]
- Bernard van Orley, vers 1520, Triptyque Haneton : panneau central : La Mise au tombeau, Musées royaux des Beaux-Arts de Belgique[15]
- Wolf Huber, 1524, La Déploration du Christ, Paris, Musée du Louvre[16]
- Jan Sanders van Hemessen (1500-1566) ([réf. nécessaire]
- Maerten van Heemskerck, 1538–1542, La Lamentation du Christ , Musée des Beaux-Arts de Budapest[17],[18],[19].

Primitifs flamands et germaniques
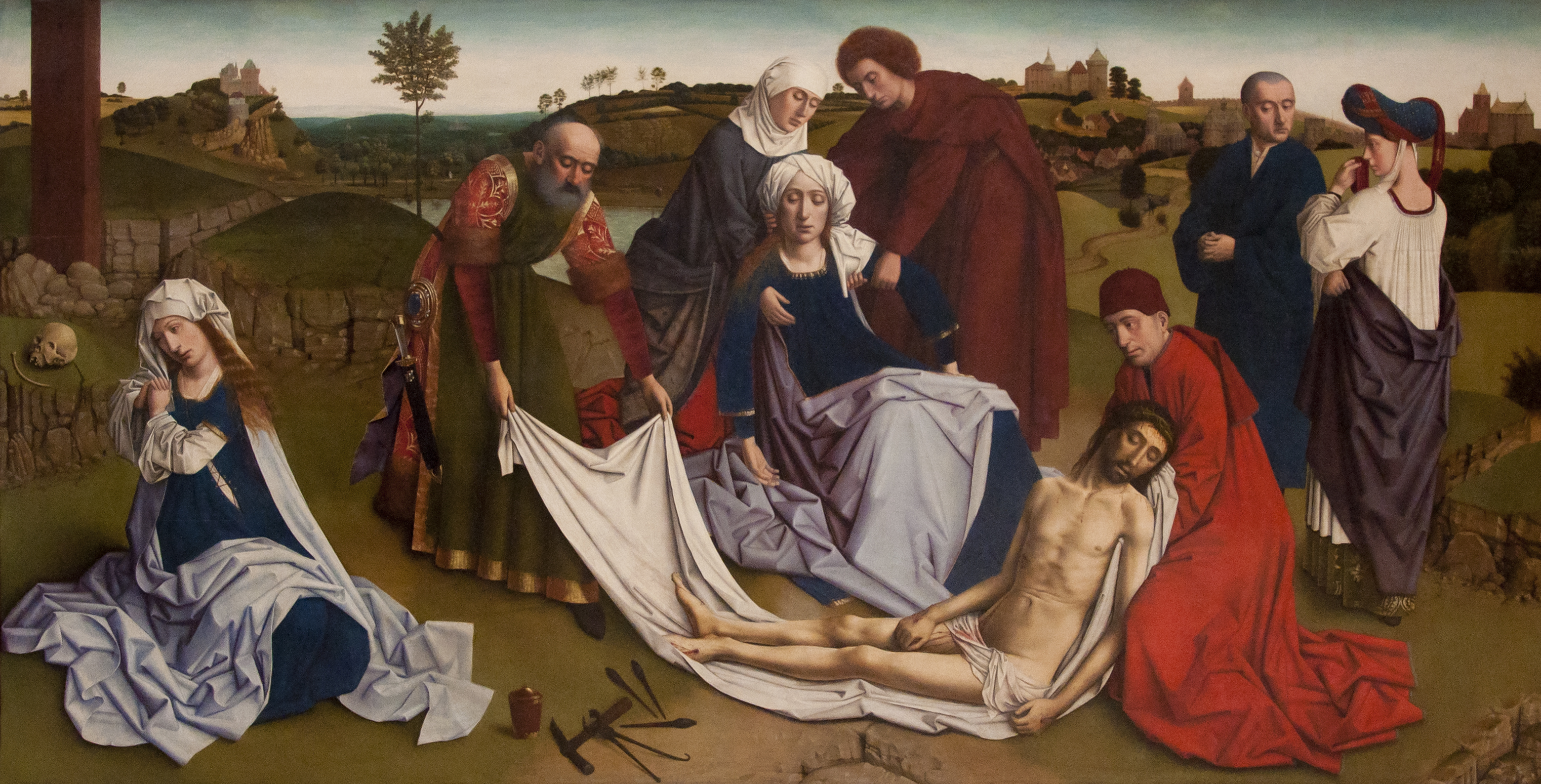
Petrus Christus, 1455-1460 La Lamentation Musées royaux des Beaux-Arts de Belgique
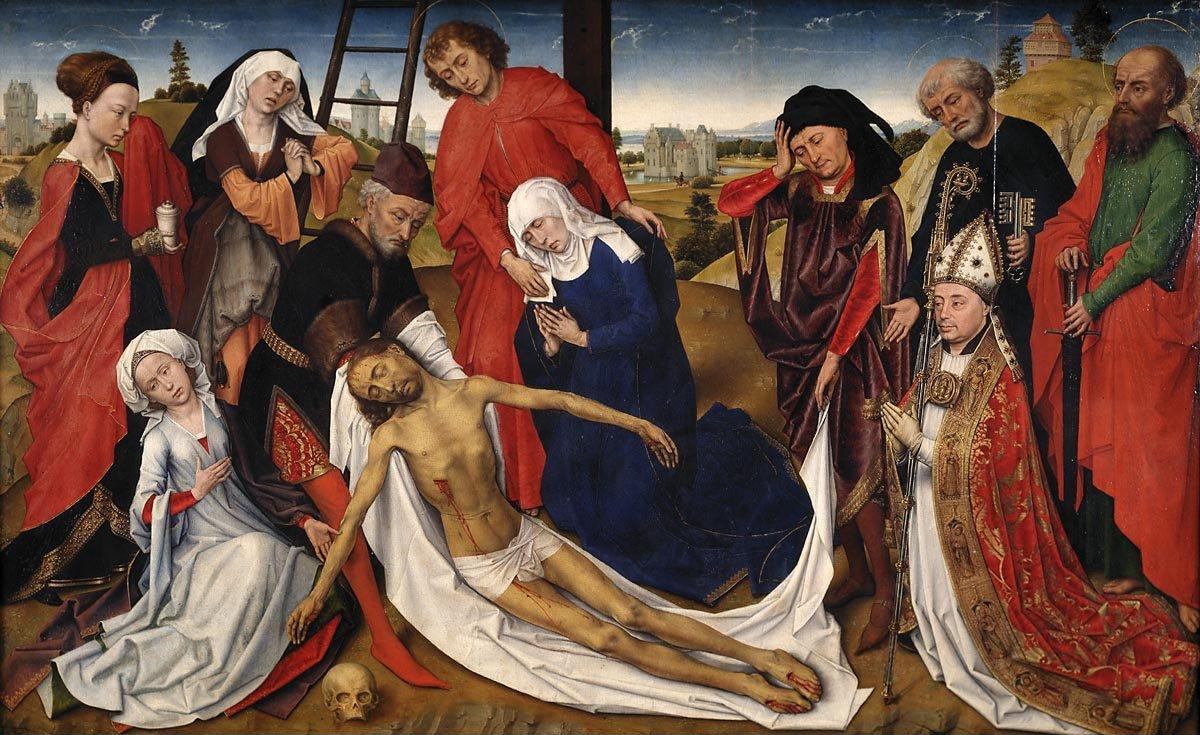
Rogier van der Weyden, 1460-1464, huile sur panneau, Mauritshuis
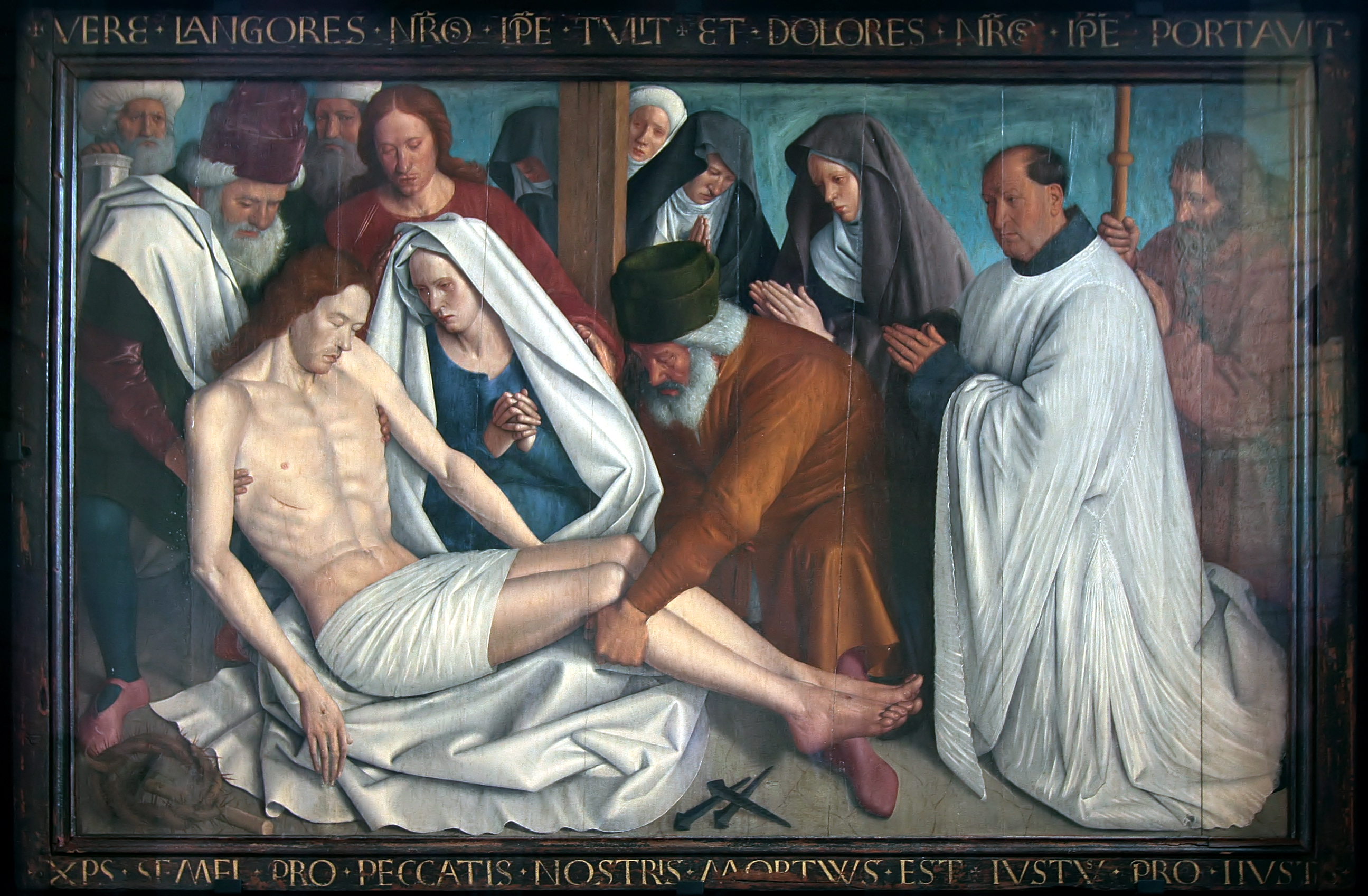
Jean Fouquet, 1460-1465, La Descente de Croix, Église Saint-Martin de Nouans-les-Fontaines
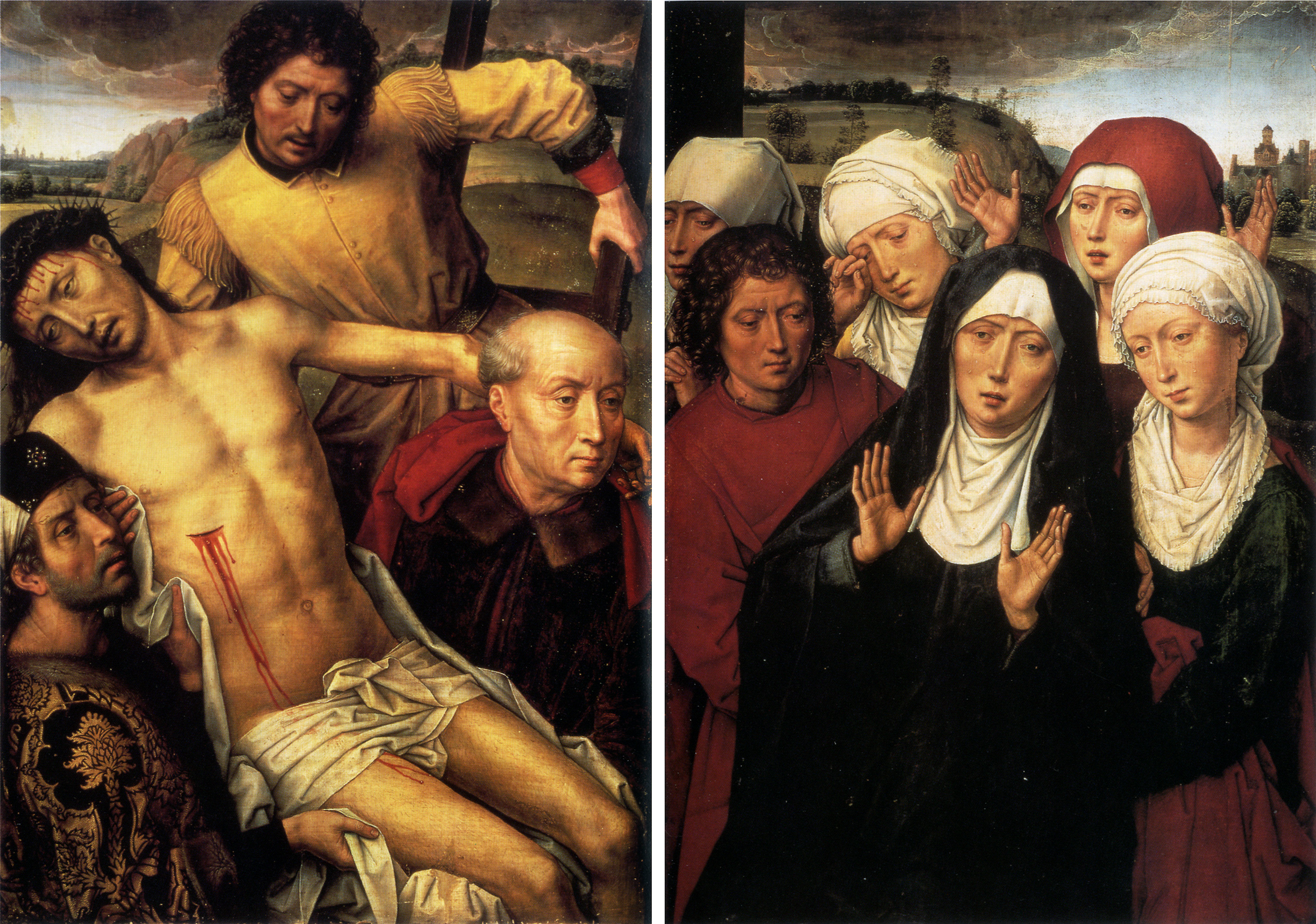
Hans Memling, 1475, Diptyque La Descente de la Croix et Les Pleurs des Saintes Femmes Chapelle royale de Grenade
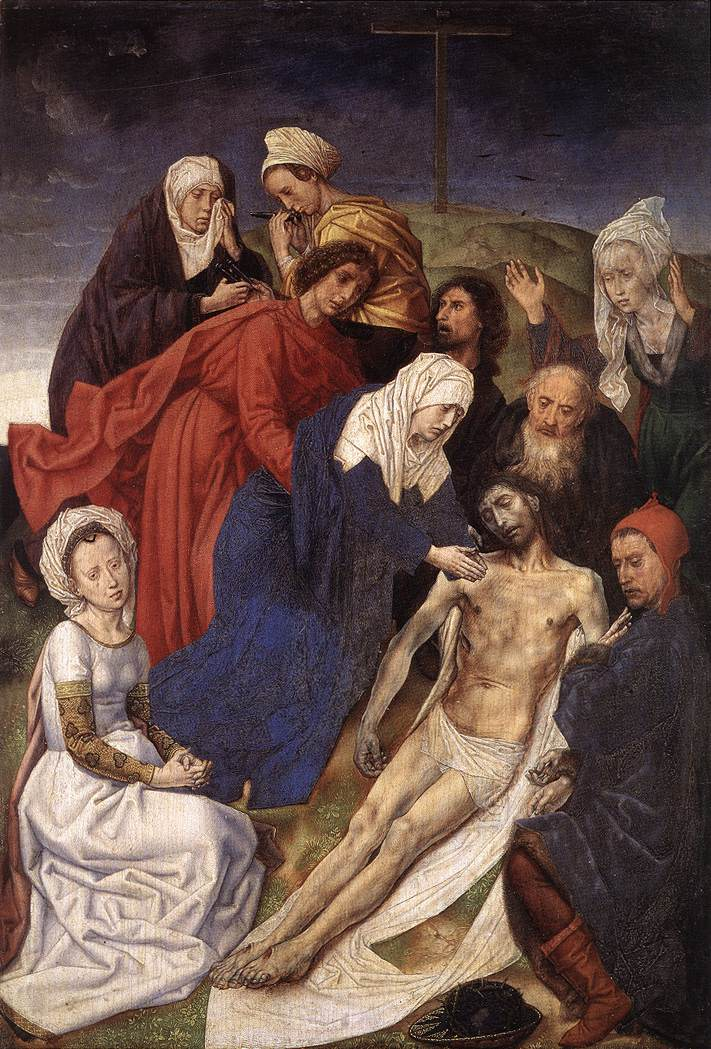
Hugo van der Goes, vers 1479, La Rédemption Musée d'Histoire de l'art de Vienne
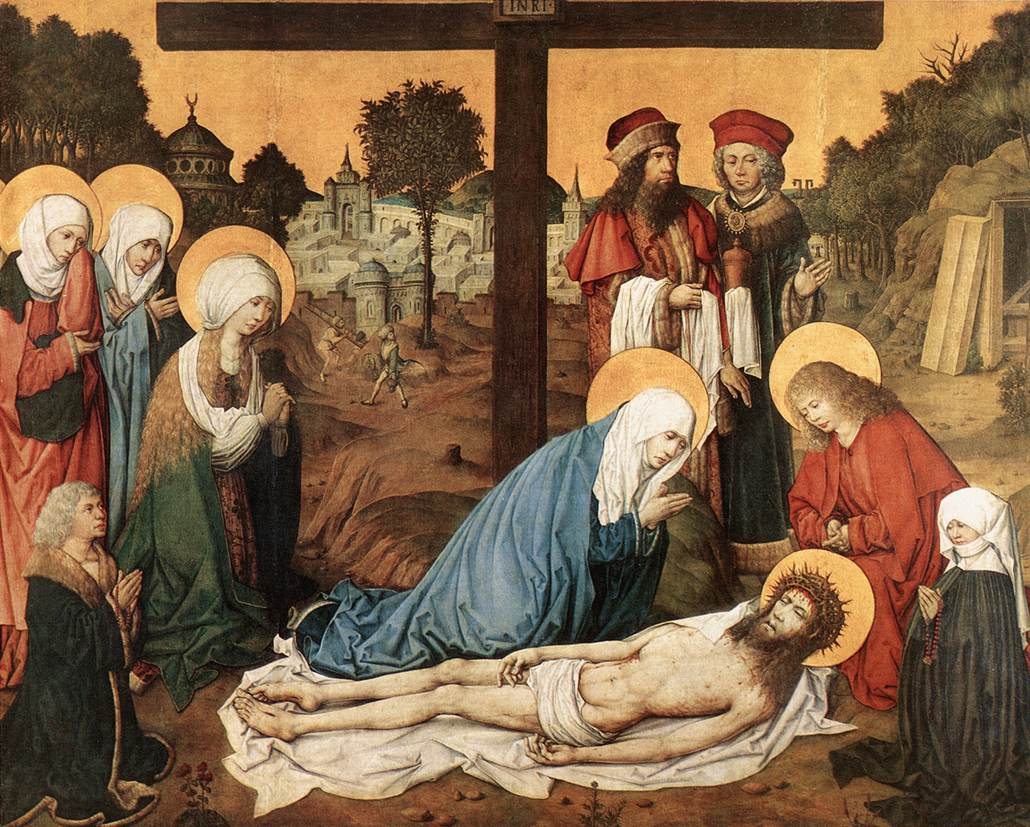
Maître du Livre de Raison, 1480-85 La Lamentation sur le Christ Gemäldegalerie Alte Meister, Dresde
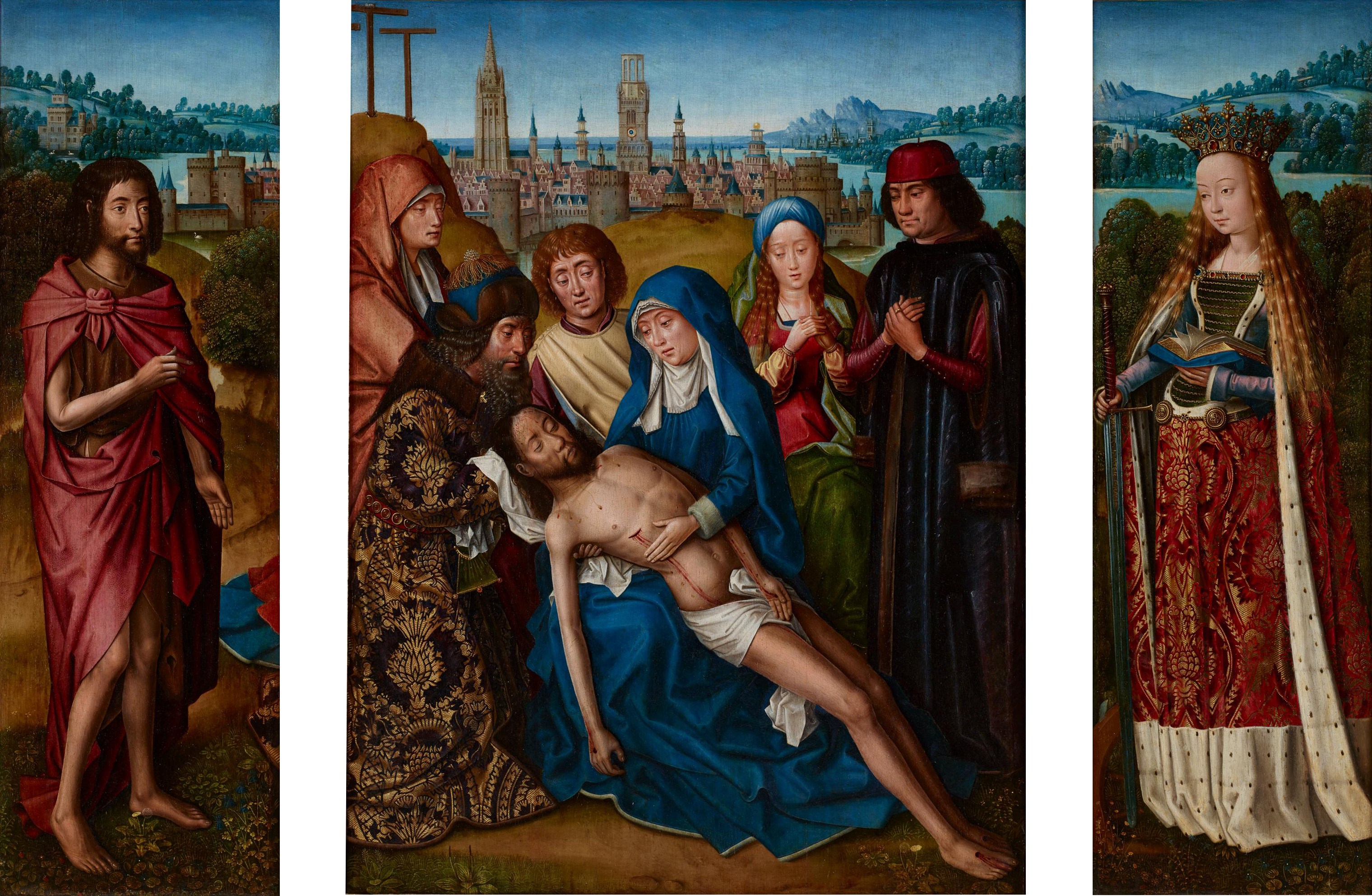
Maître de la Légende de sainte Lucie, 1493-1501 Lamentation avec les saints Jean-Baptiste et Catherine d'Alexandrie Minneapolis Institute of Art
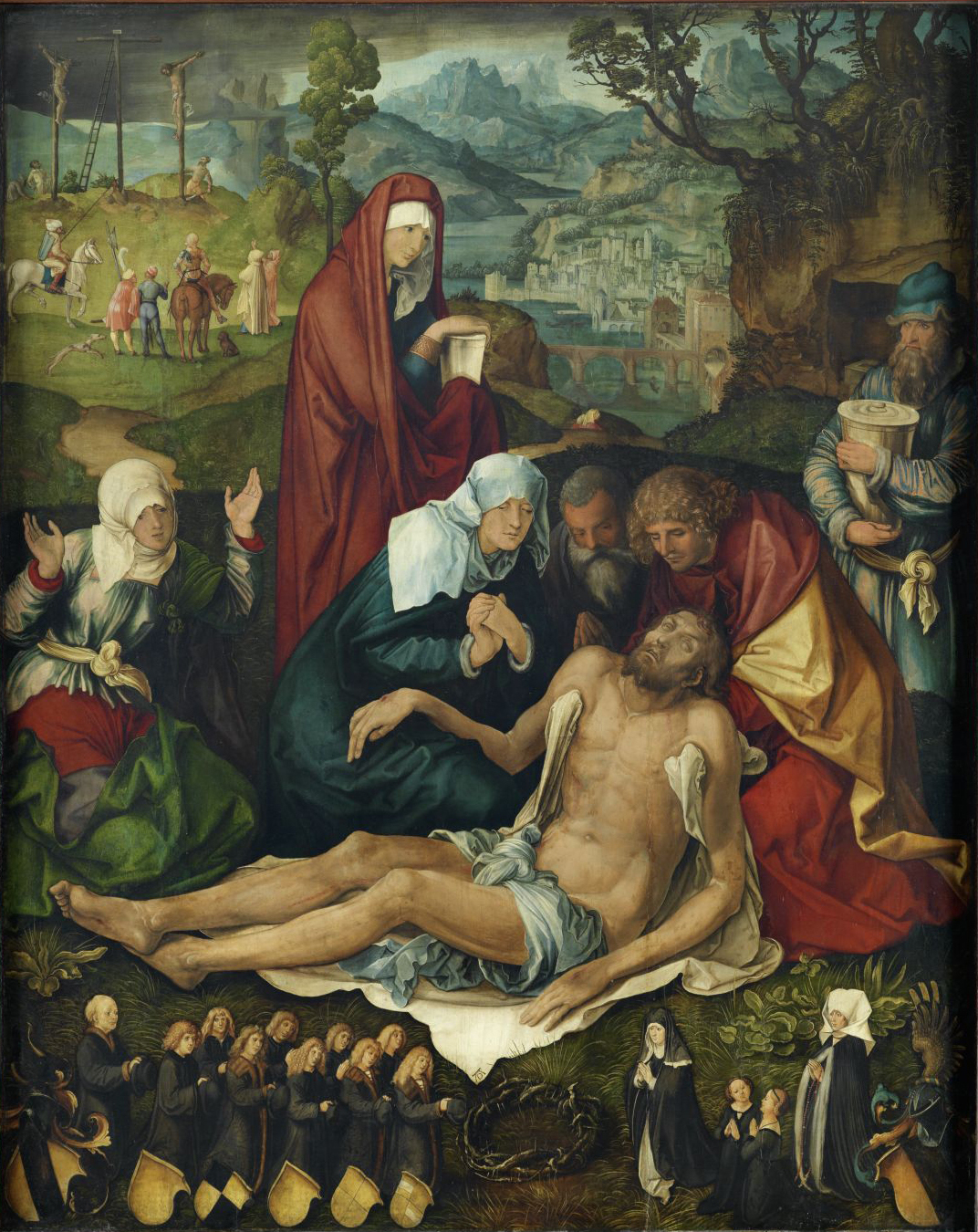
Albrecht Dürer, 1490-1500 La Lamentation sur le corps du Christ mort Germanisches Nationalmuseum
Gérard David, 1515-1523 Lamentation National Gallery, Londres
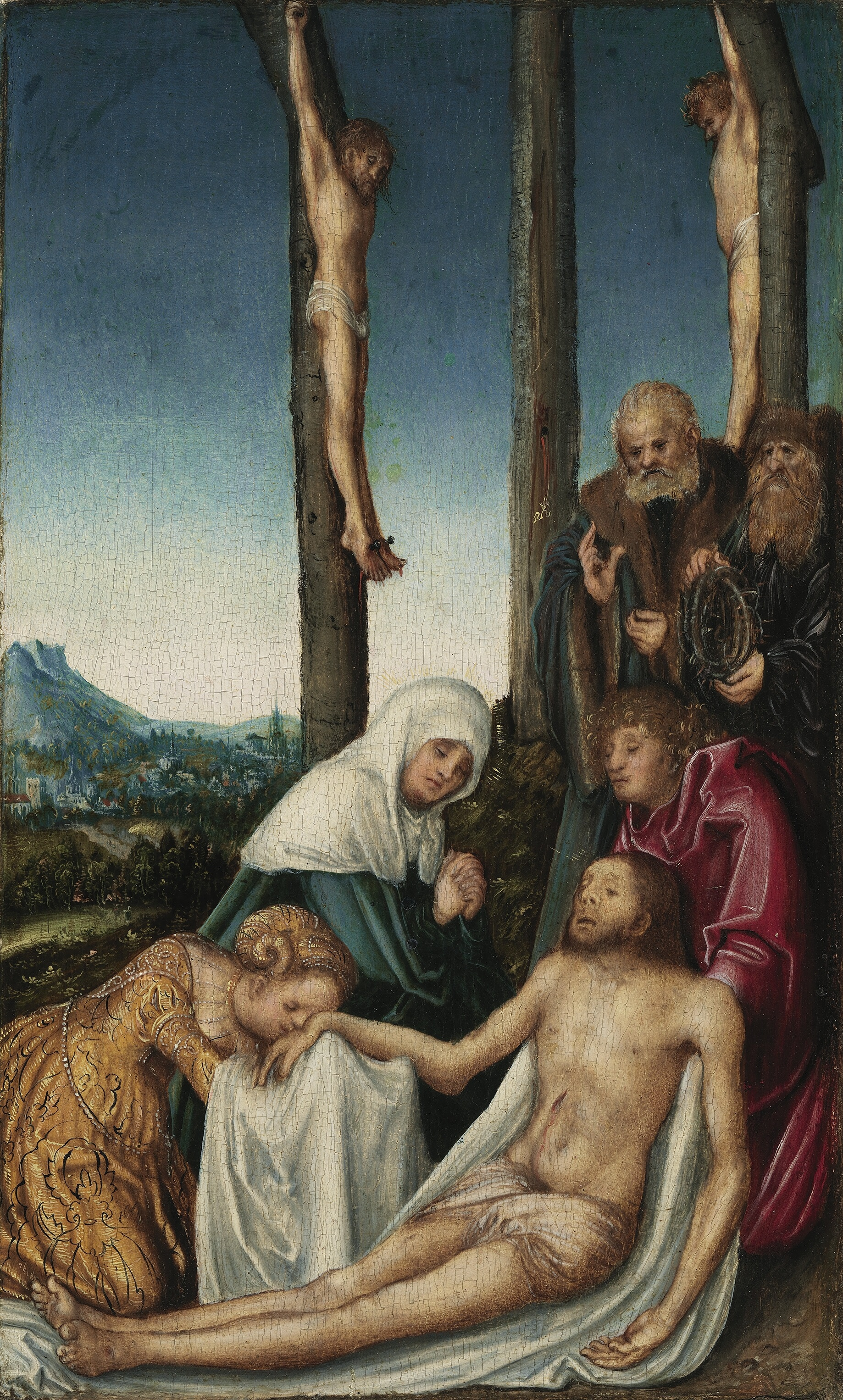
Lucas Cranach l'Ancien, 1515 La Lamentation avec les deux voleurs crucifiés Musée des Beaux-Arts (Boston)
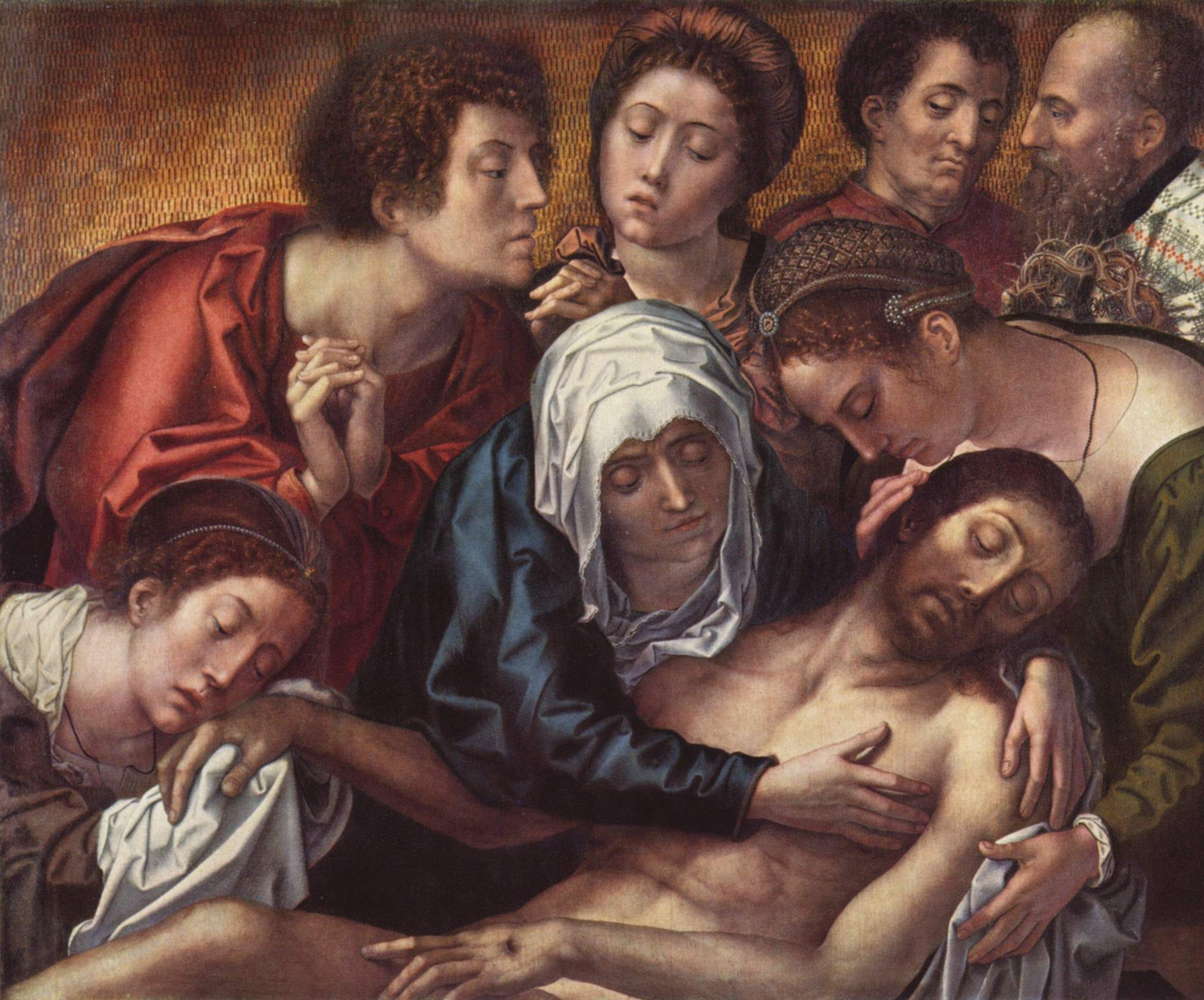
Bernard van Orley, vers 1520 Triptyque Haneton : panneau central : La Mise au tombeau Musées royaux des Beaux-Arts de Belgique
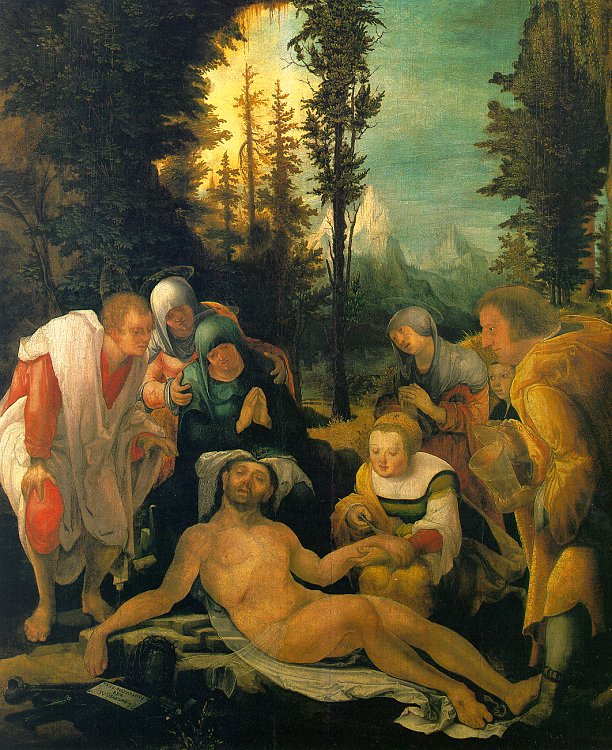
Wolf Huber, 1524 La Déploration du Christ Paris, Musée du Louvre
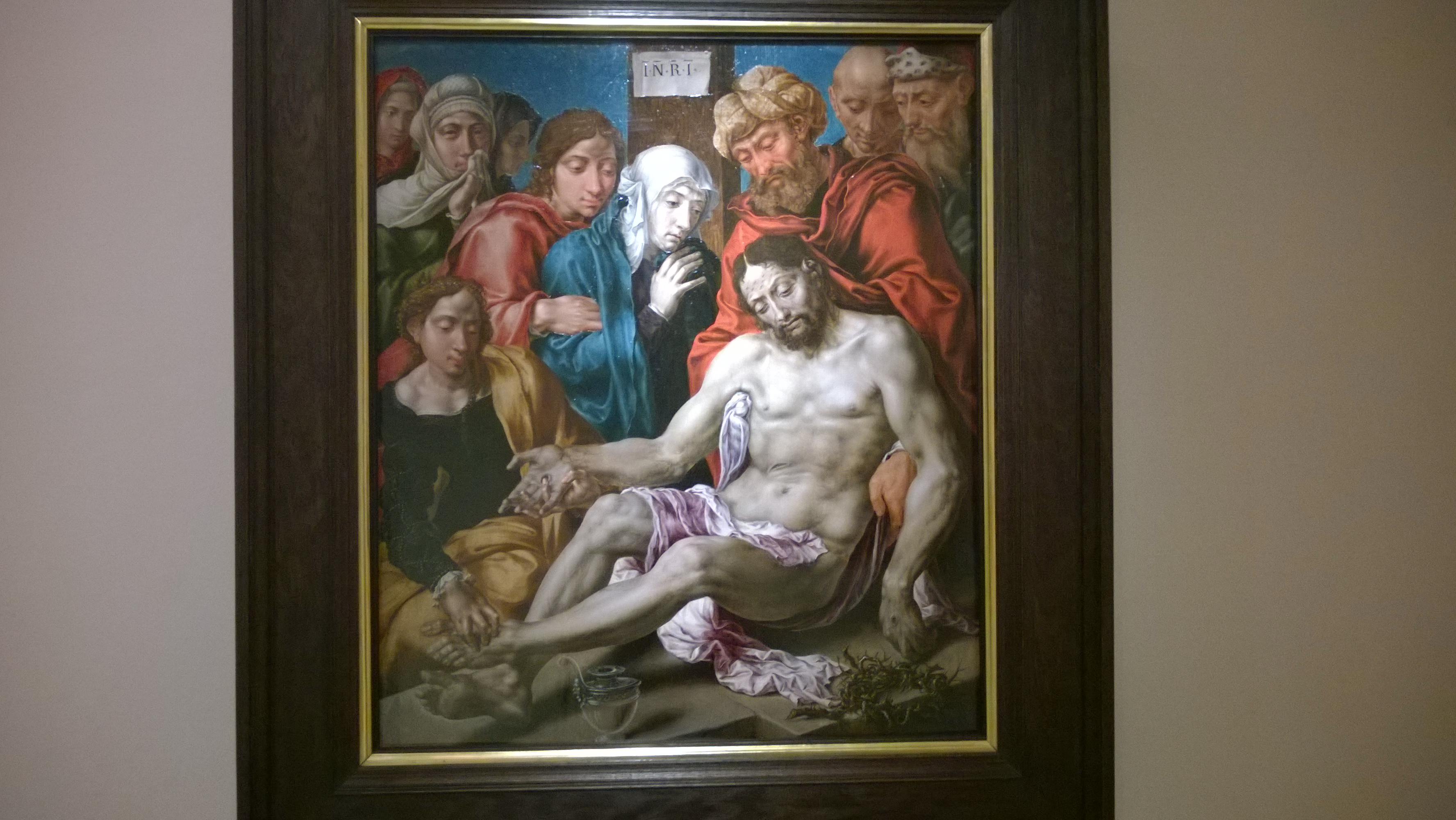
Maerten van Heemskerck, 1538–1542 La Lamentation Musée des Beaux-Arts de Budapest

### Quattrocento
- Fra Angelico, 1440-42, fresque, Couvent San Marco, Florence
- Antonello de Messine (1430-1479) [réf. nécessaire]
- Cosmè Tura, vers 1474, La Pietà, Paris, Musée du Louvre[20]
- Domenico Ghirlandaio (1448-1494) [réf. nécessaire]
- Ludovico Brea, 1475-1512, Déposition, Monastère de Cimiez[21]
- Andrea Mantegna, vers 1483, La Lamentation sur le Christ mort, Pinacothèque de Brera, Milan[22]
- Sandro Botticelli, 1490-1495, La Lamentation sur le Christ mort, Alte Pinakothek, Munich[23]
- Le Pérugin, 1495, La Complainte sur le Christ mort, Galerie Palatine, Florence[24]
- Luca Signorelli, 1502, La Lamentation sur le Christ mort, Musée diocésain (Cortone)[25]
- Andrea Solari, 1504-1507, Déploration, Paris, Musée du Louvre[26]
- Vittore Carpaccio, vers 1505, La Préparation de la tombe du Christ, Gemäldegalerie (Berlin)[27]

Peintres du Quattrocento
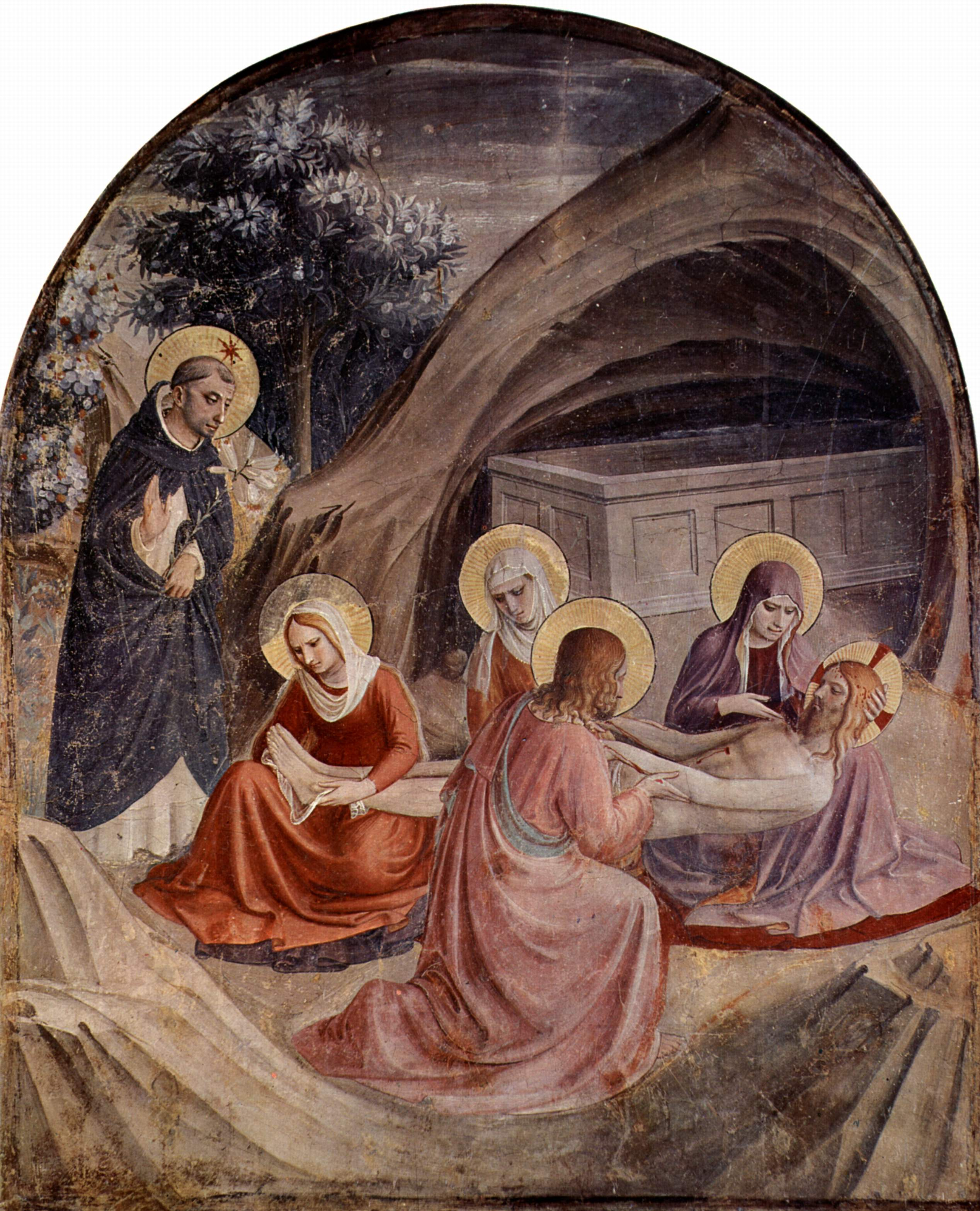
Fra Angelico, 1440-42 fresque, Couvent San Marco, Florence
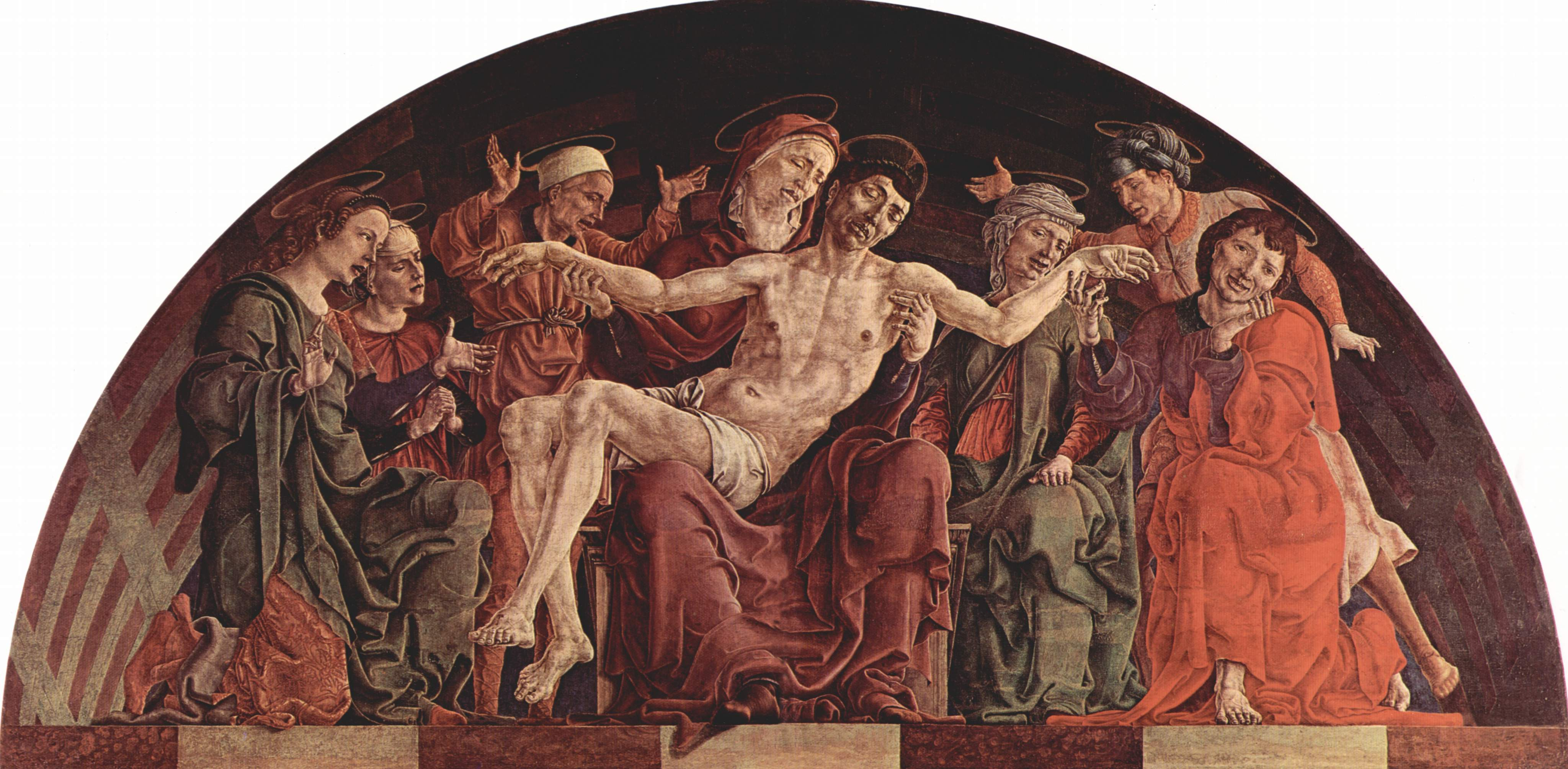
Cosmè Tura, vers 1474 La Pietà, Paris, Musée du Louvre
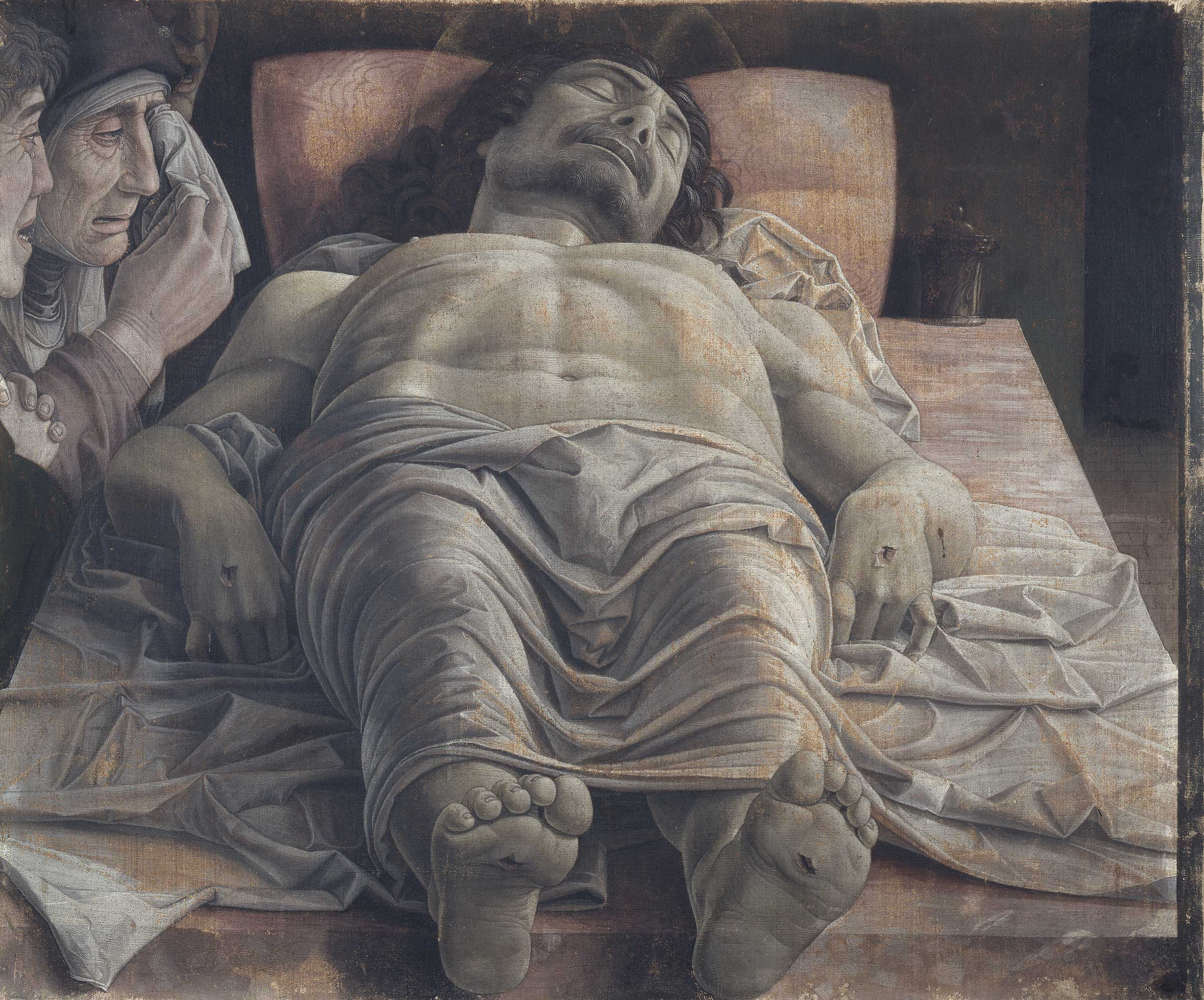
Andrea Mantegna, vers 1483 La Lamentation sur le Christ mort Pinacothèque de Brera, Milan
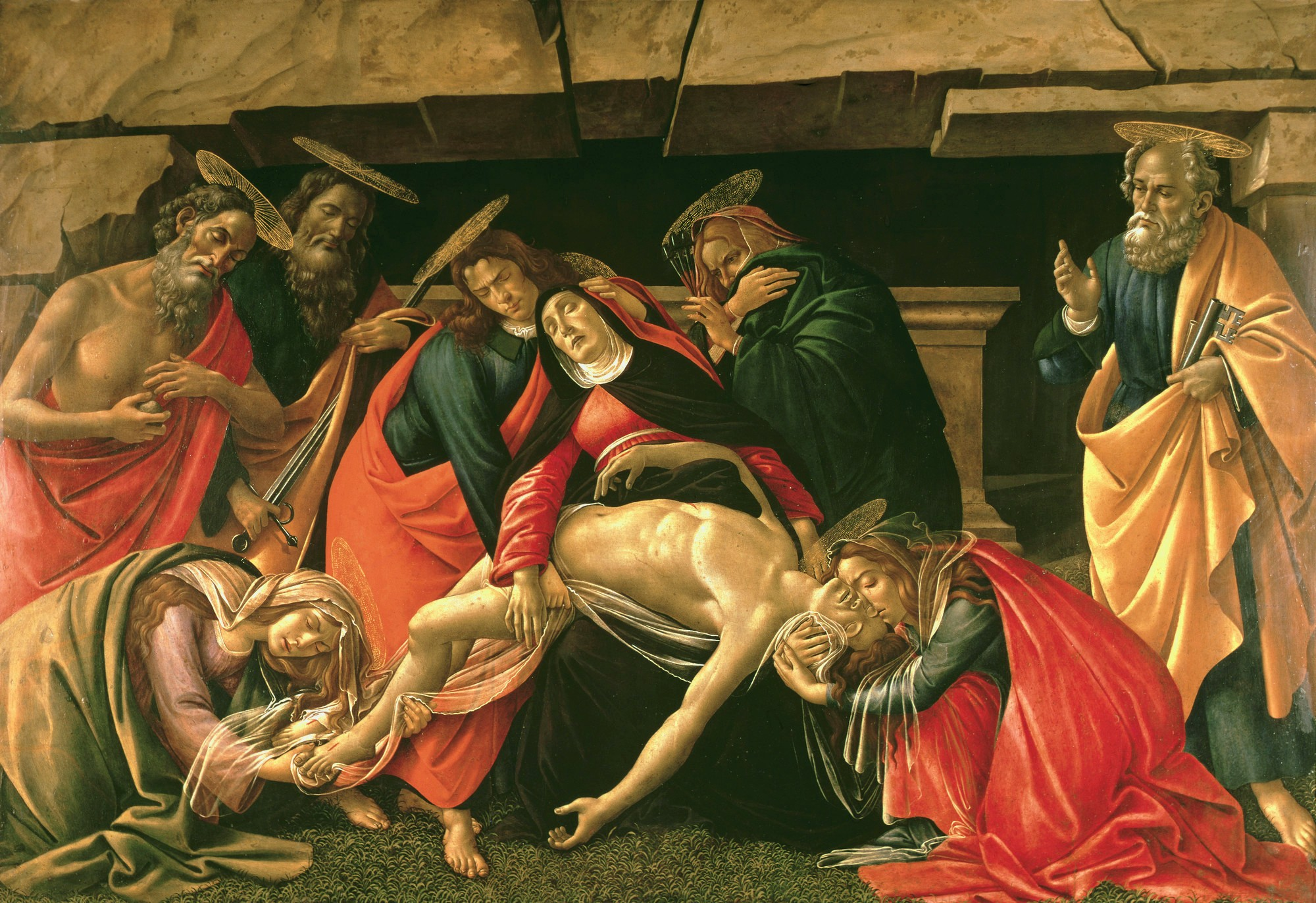
Sandro Botticelli, 1490-1495 La Lamentation sur le Christ mort Alte Pinakothek, Munich
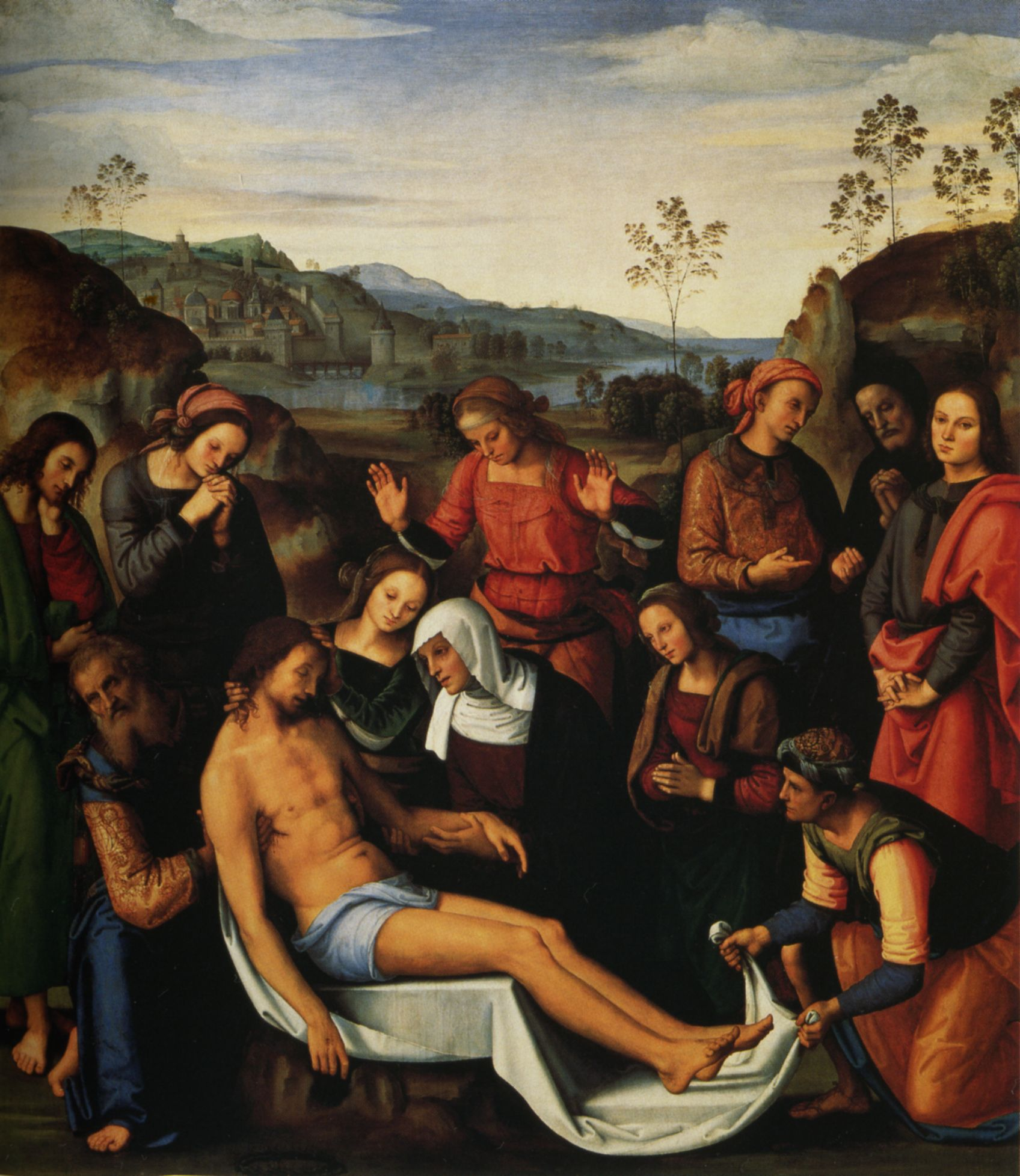
Le Pérugin, 1495 La Complainte sur le Christ mort Galerie Palatine, Florence
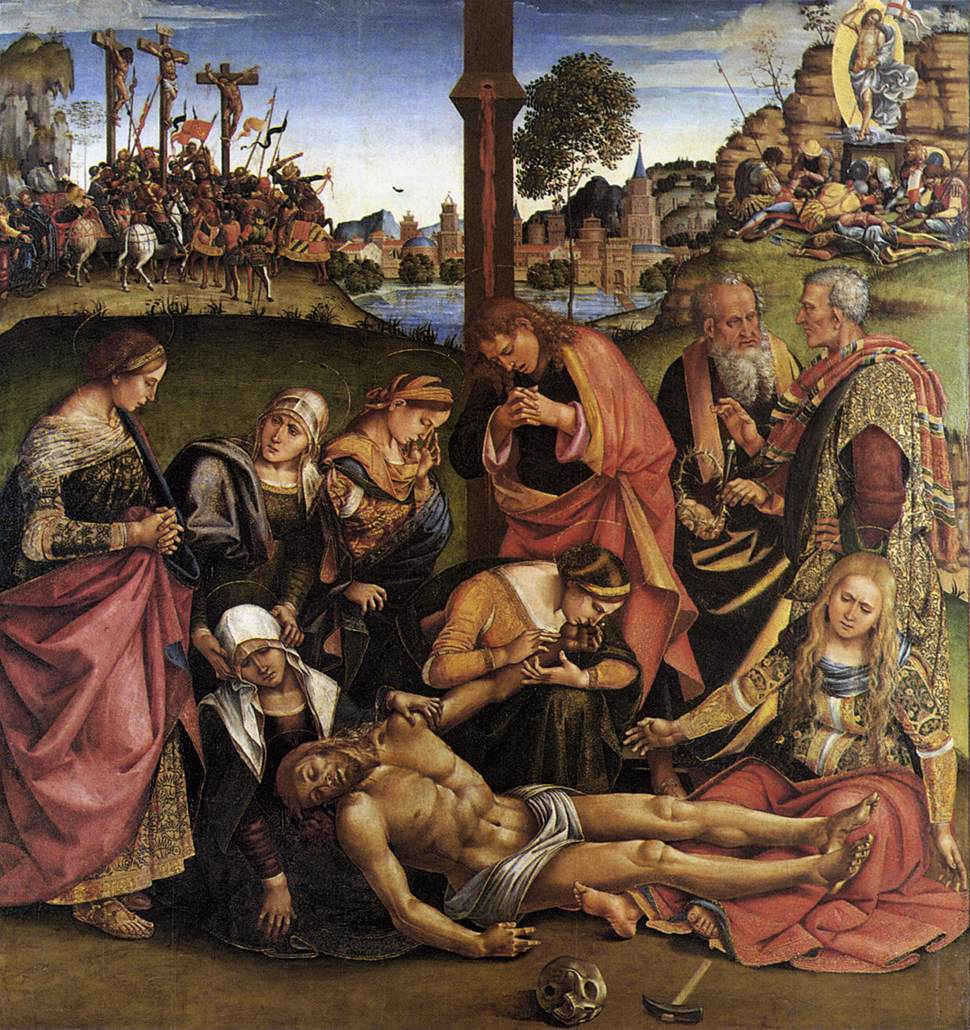
Luca Signorelli, 1502 La Lamentation sur le Christ mort Musée diocésain (Cortone)
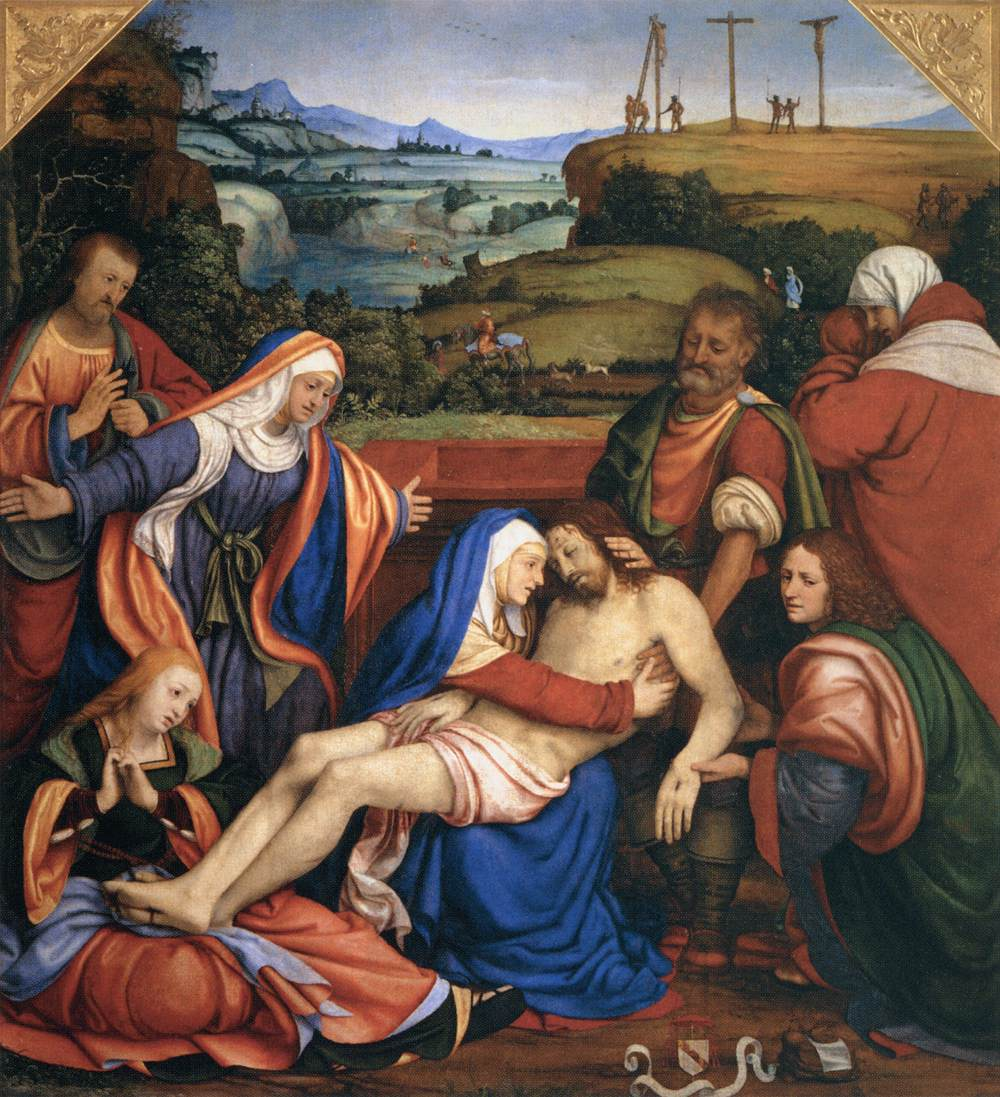
Andrea Solari, 1504-1507 Déploration Paris, Musée du Louvre
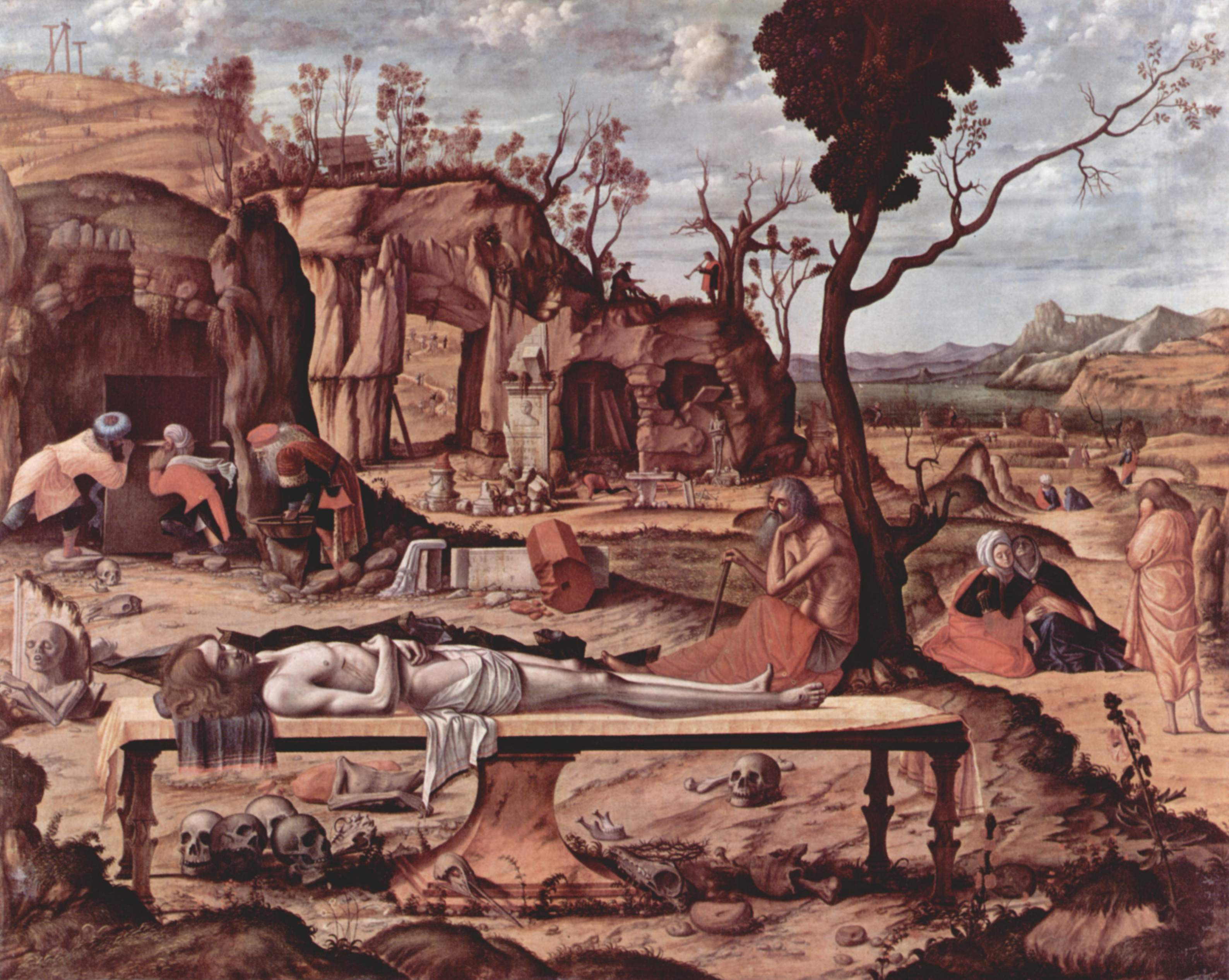
Vittore Carpaccio, vers 1505 La Préparation de la tombe du Christ Gemäldegalerie (Berlin)

### Cinquecento
- Giovanni Bellini, 1510-1516, Lamentation sur le Christ mort avec la Vierge et les saints Joseph d'Arimathie, Madeleine, Marthe et Filippo Benizi (?), Galeries de l'Académie de Venise[28]
- Lorenzo Lotto, 1512, Polyptyque, Villa Colloredo-Mels, Recanati[29]
- Giovanni Gerolamo Savoldo, 1513-1520, Lamentation sur le Christ, Musée d'Histoire de l'art de Vienne[30]
- Sebastiano del Piombo, 1516, La Lamentation, Musée de l'Ermitage, Saint-Petersbourg[31]
- Andrea del Sarto, 1523-1524, Pietà avec des saints, Galerie Palatine (Palais Pitti), Florence[32]
- Rosso Fiorentino, 1537-1540, Pietà, Musée du Louvre[33]
- Marcello Venusti (1515-1579) Lamentation sur le Christ, Alte Pinakothek, Munich[34]
- Véronèse, vers 1547, Lamentation sur le Christ mort, Museo di Castelvecchio, Vérone[35]
- Le Tintoret, 1550-1560, Déposition du Christ, Gallerie dell'Accademia de Venise[36]
- Giovanni Battista Naldini (1537-1600), Déposition du Christ, Spedale degli Innocenti, Florence[37]
- Annibale Carracci, 1585, Lamentation sur le Christ mort avec les saints Claire et François d'Assise, Galerie nationale de Parme[38]
- Scipione Pulzone, 1593, La Lamentation, Metropolitan Museum of Art, New York[39]

Peintres du Cinquecento
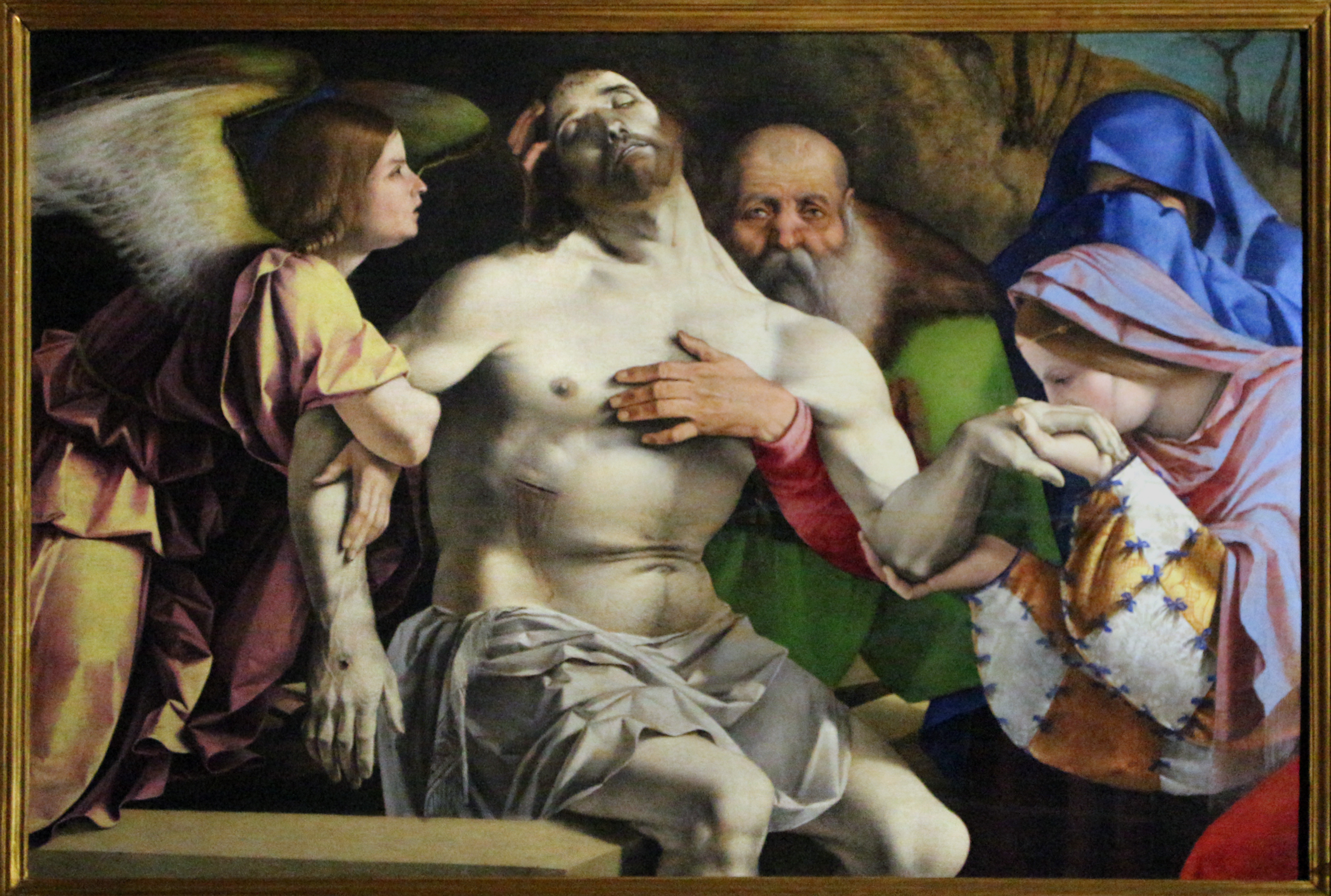
Lorenzo Lotto, 1512 Polyptyque Villa Colloredo-Mels, Recanati
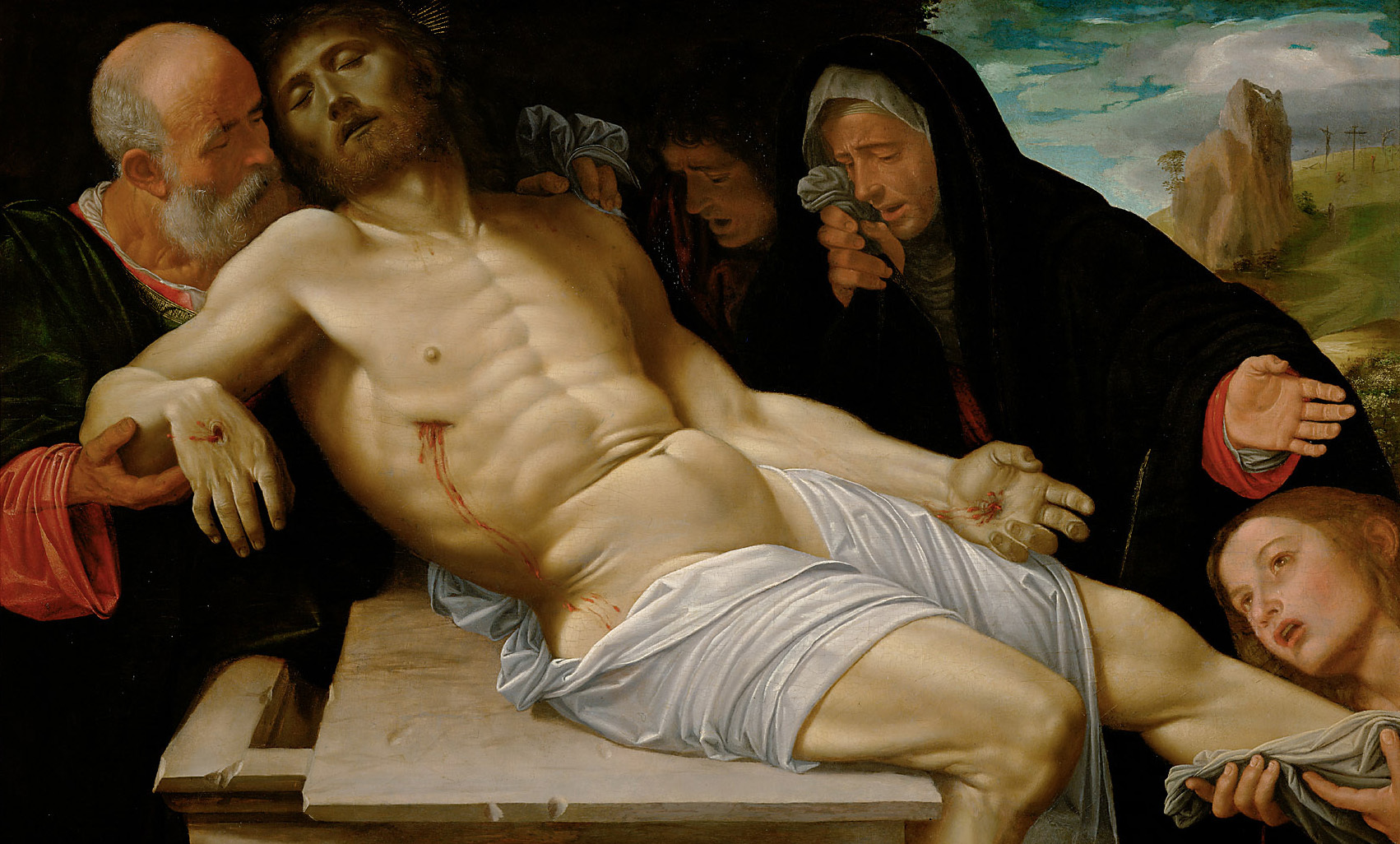
Giovanni Gerolamo Savoldo, 1513-1520 Lamentation sur le  Christ Musée d'Histoire de l'art de Vienne
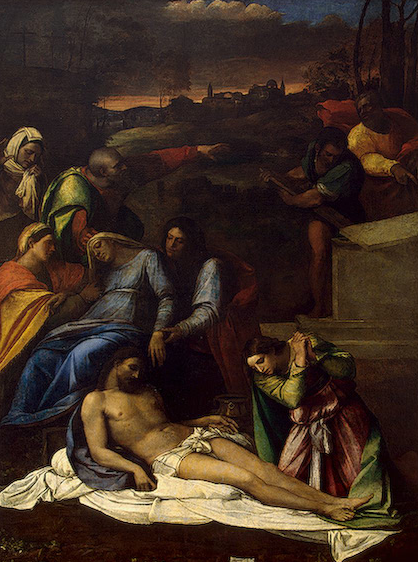
Sebastiano del Piombo, 1516 La Lamentation Musée de l'Ermitage, Saint-Petersbourg
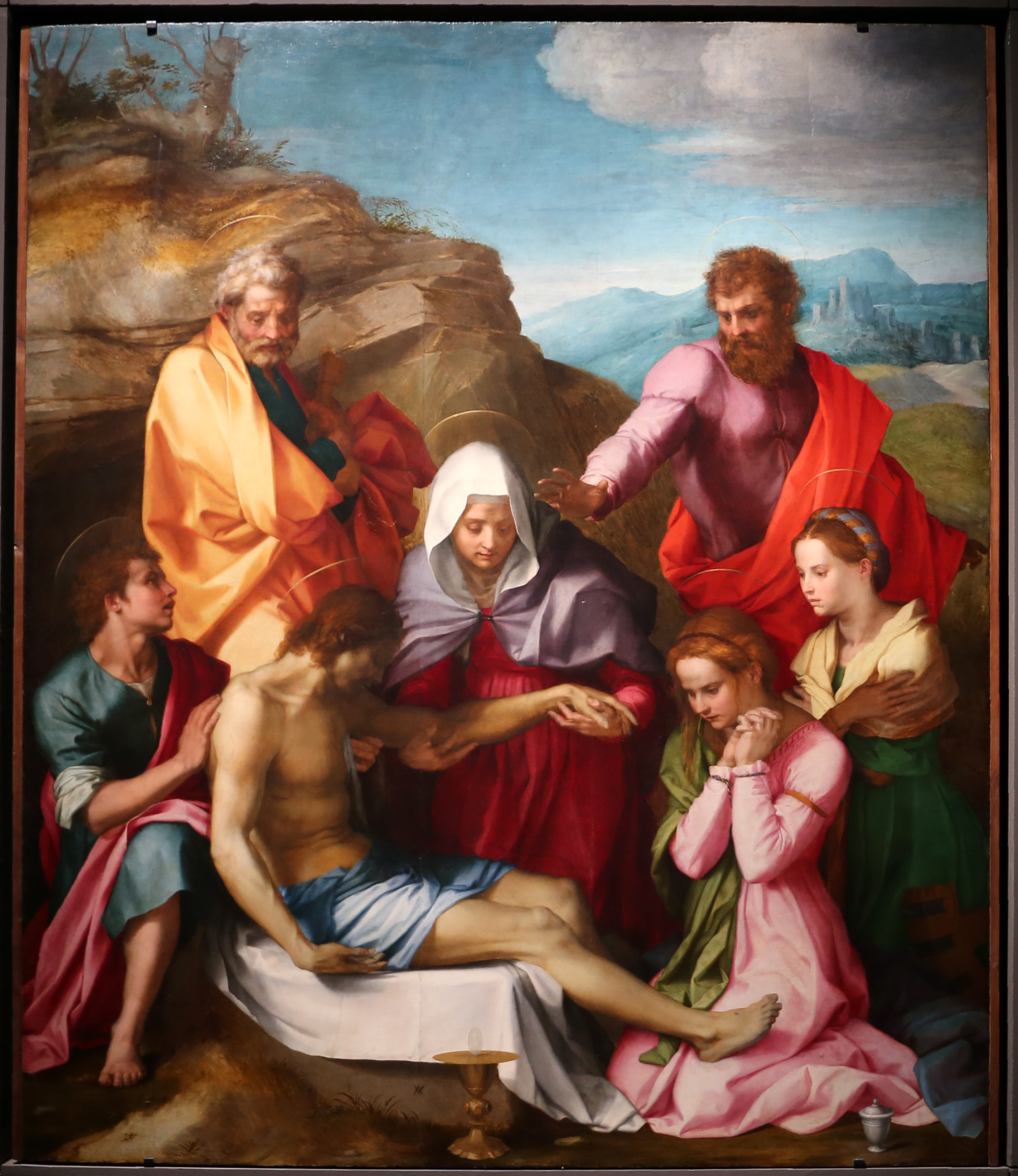
Andrea del Sarto, 1523-1524Pietà avec des saints Galerie Palatine, Florence
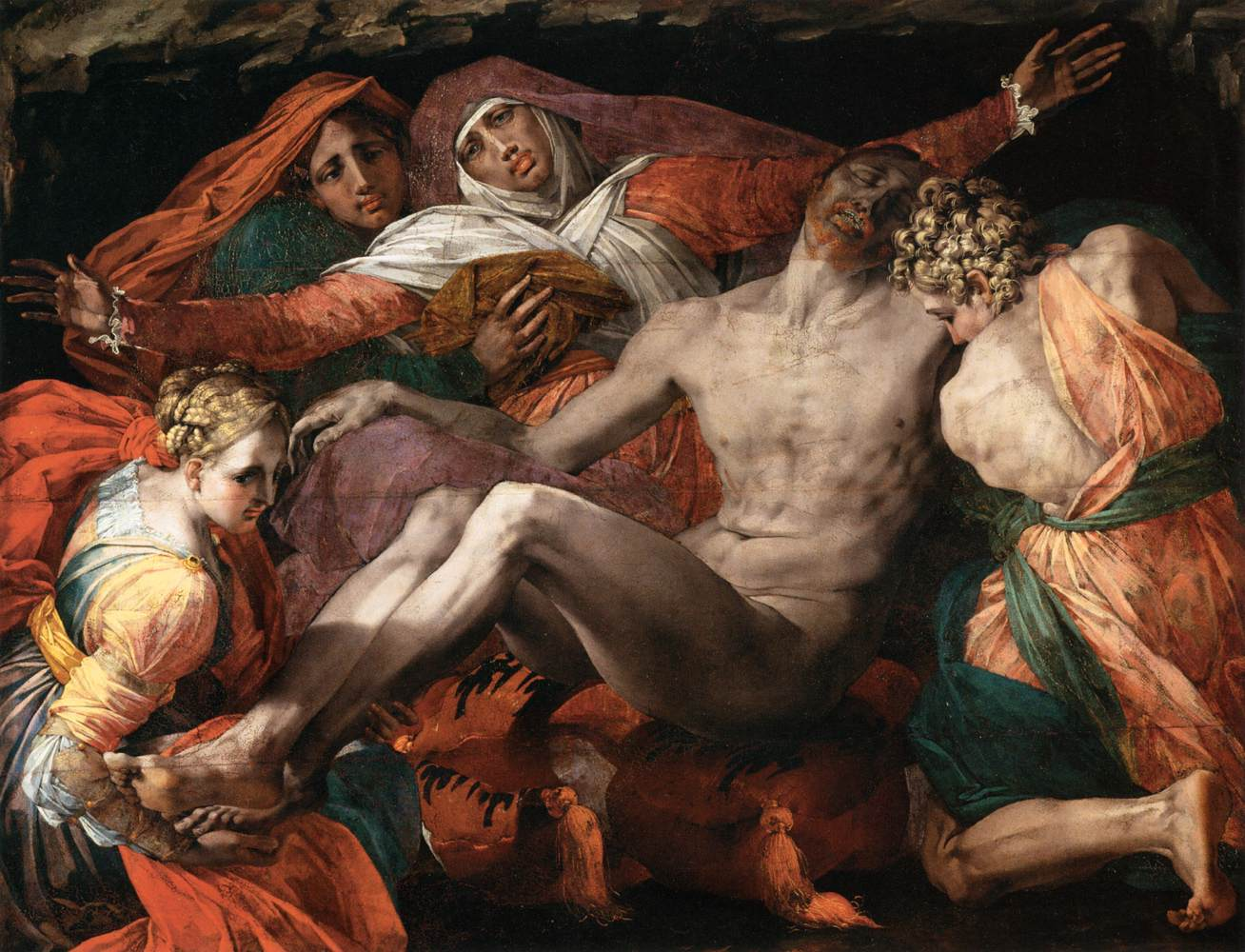
Rosso Fiorentino, 1537-1540 Pietà, Musée du Louvre
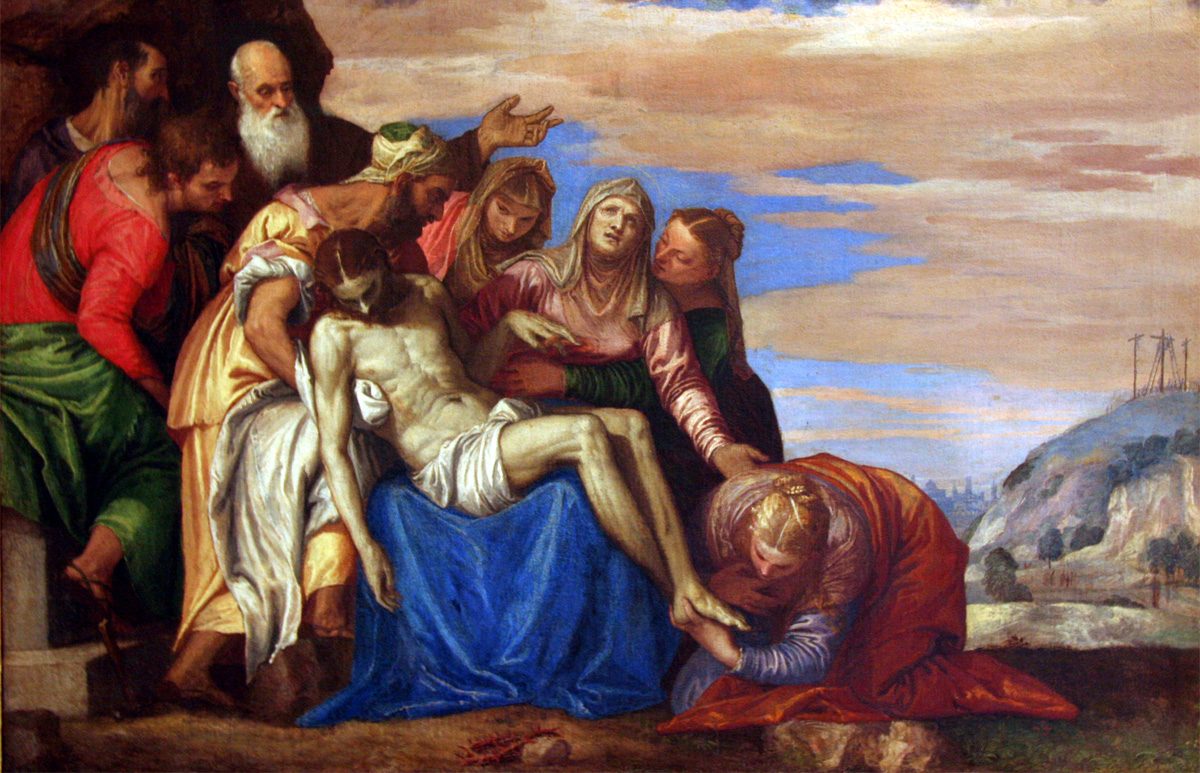
Véronèse, vers 1547 Lamentation sur le Christ mort Museo di Castelvecchio, Vérone
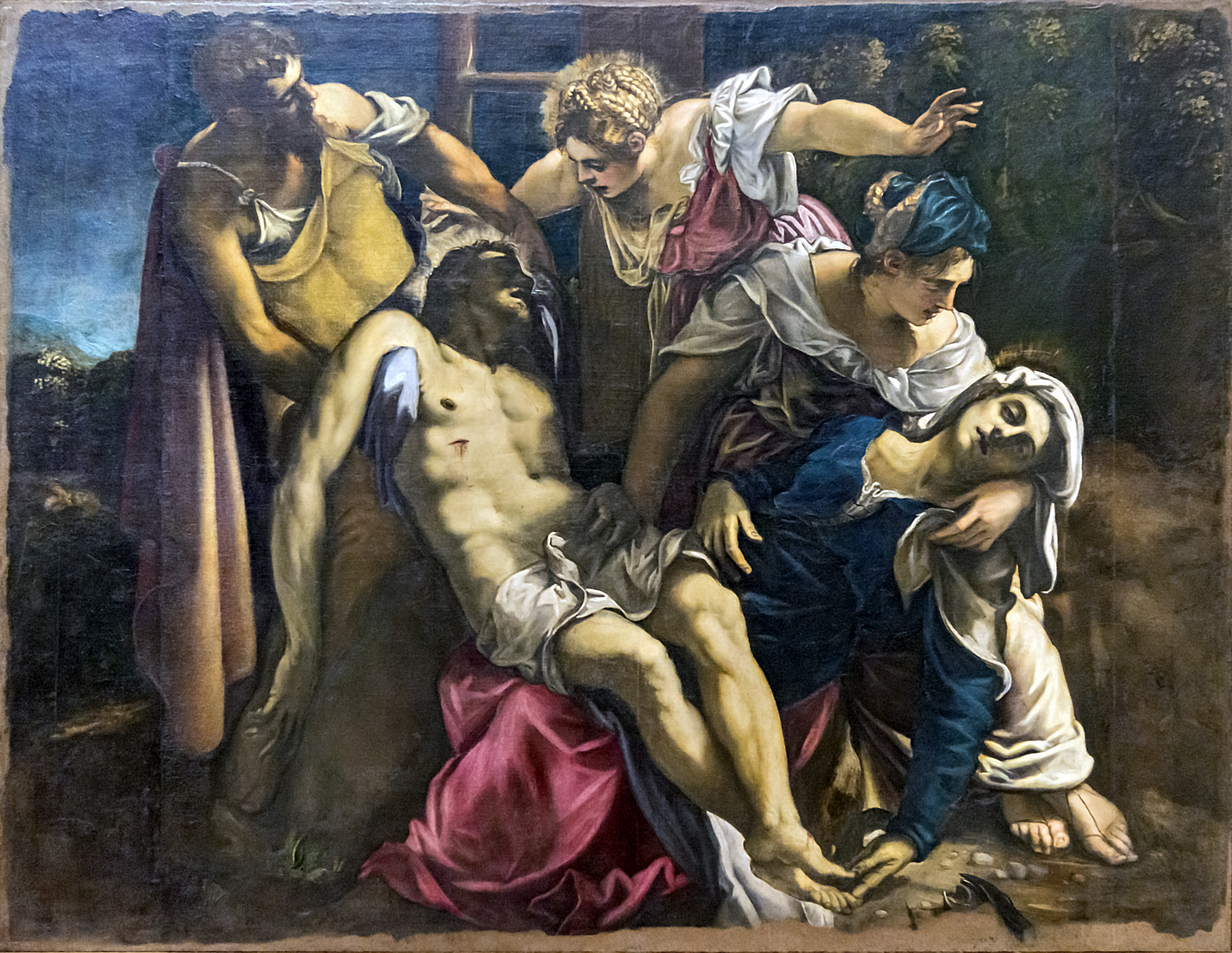
Le Tintoret, 1550-1560 Déposition du Christ Gallerie dell'Accademia de Venise
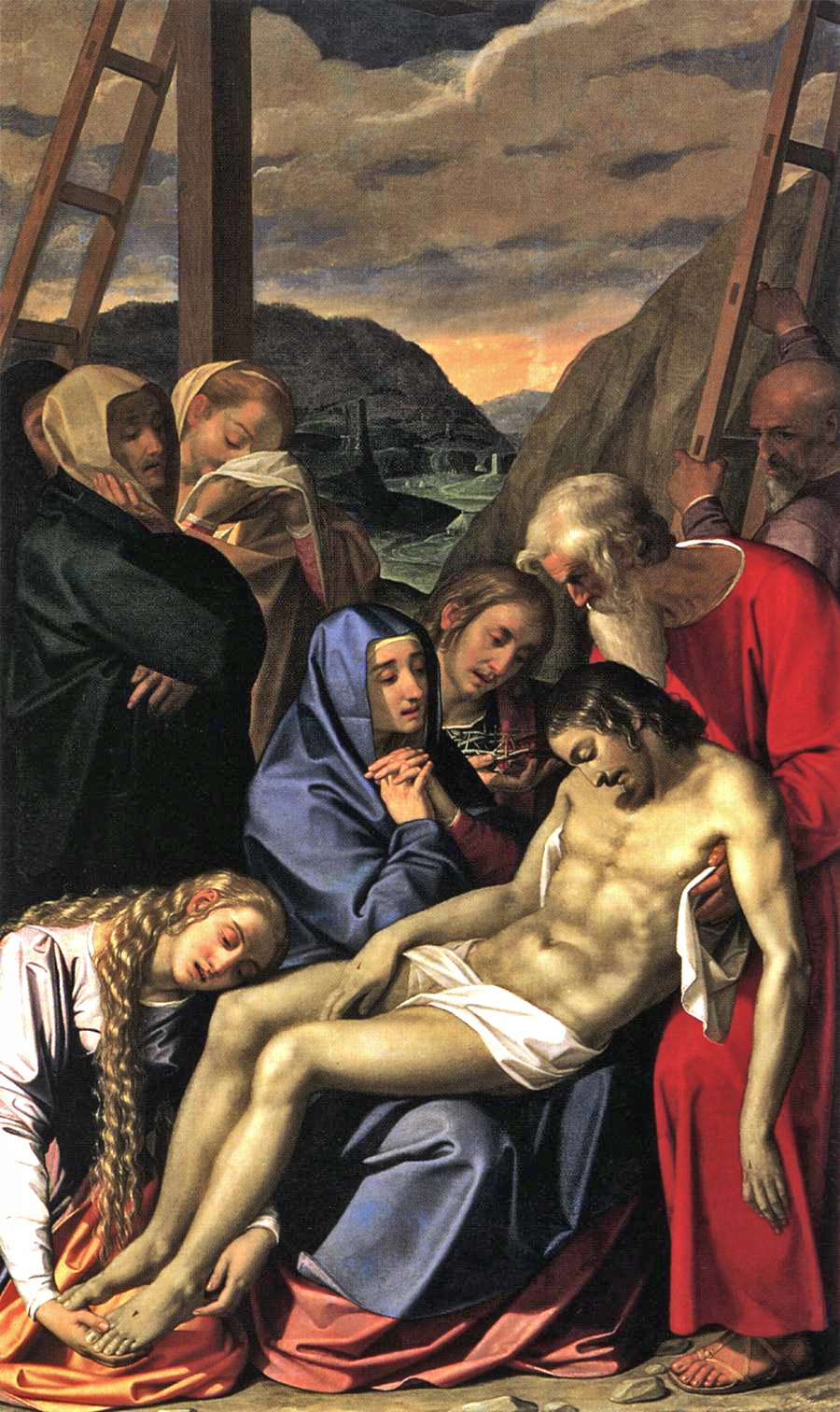
Scipione Pulzone, 1593 La Lamentation Metropolitan Museum of Art

### Maniérisme du Nord
- Peter Candid, 1585-1586, Lamentation sur le Christ mort, National Gallery of Victoria, Melbourne[40]

### Art BaroqueXVIIesiècle
- Francesco Albani (1578-1660), La Déploration du Christ, Musée du Louvre[41]
- Pierre Paul Rubens, 1614, La Lamentation, Musée d'Histoire de l'art de Vienne[42]
- Jacques Bellange, 1616-1617, La Lamentation, Musée de l'Ermitage, Saint-Petersbourg[43]
- Jacques Stella (1596-1657) [réf. nécessaire]
- Alessandro Turchi, 1645-1650, Lamentation sur le corps du Christ, Clark Art Institute, Williamstone[44]
- Jean Tassel (1608-1667) [réf. nécessaire]
- Charles Le Brun (1619-1690) [réf. nécessaire]
- Mathieu Le Nain, La déploration sur le Christ mort, huile sur toile,  vers 1650, Darmstadt, Hessisches Landedesmuseum, inv. GIK 117, figurant au catalogue 42 de l'ouvrage Le mystère Le Nain qui a accompagné l'exposition du même nom présentée au musée du Louvre-Lens du 22 mars au 26 juin 2017
- Sébastien Bourdon, La Déploration du Christ, huile sur toile (vers 1665-vers 1670), musée Fabre, Montpellier[45].

Peintres baroques
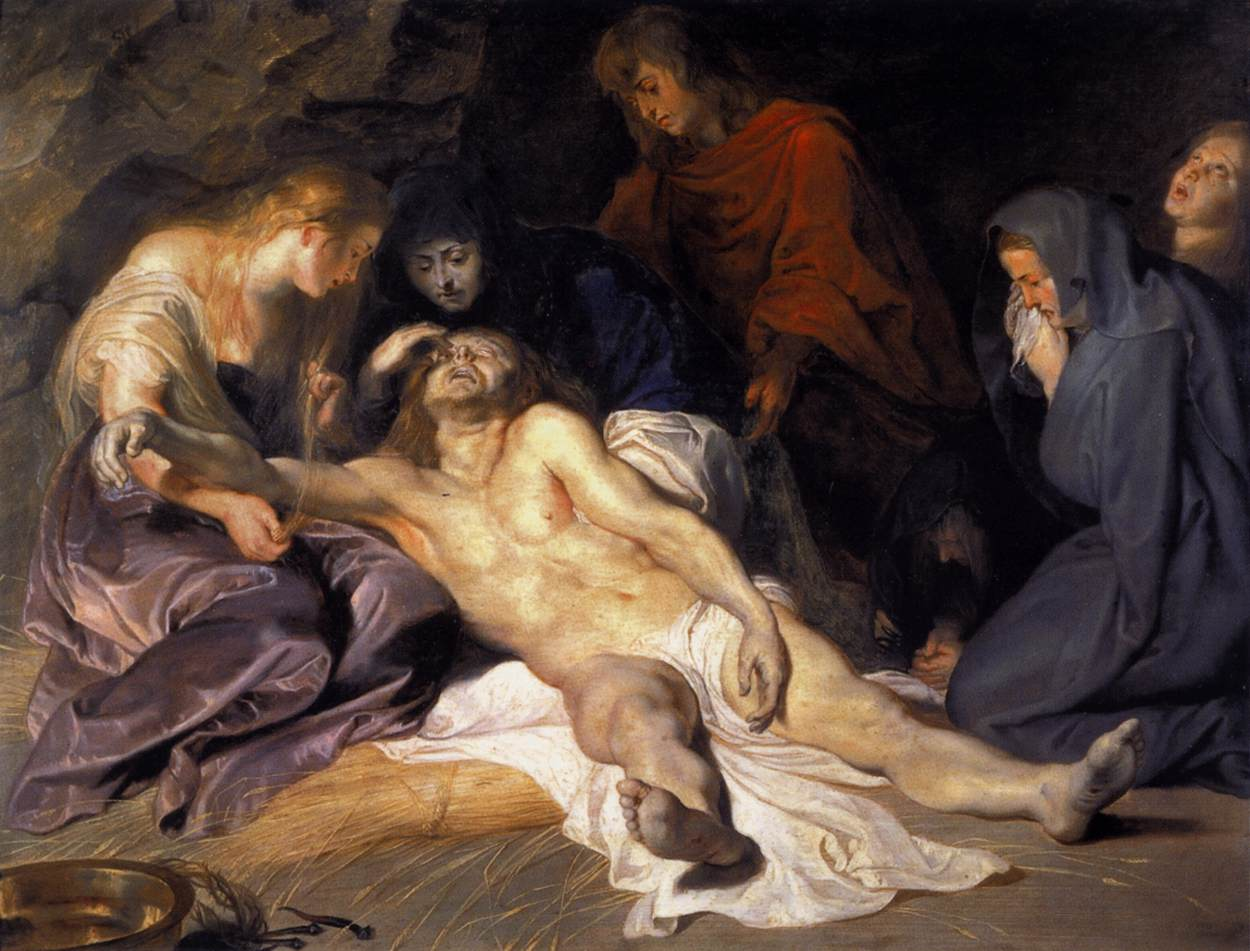
Pierre Paul Rubens, 1614 La Lamentation Musée d'Histoire de l'art de Vienne
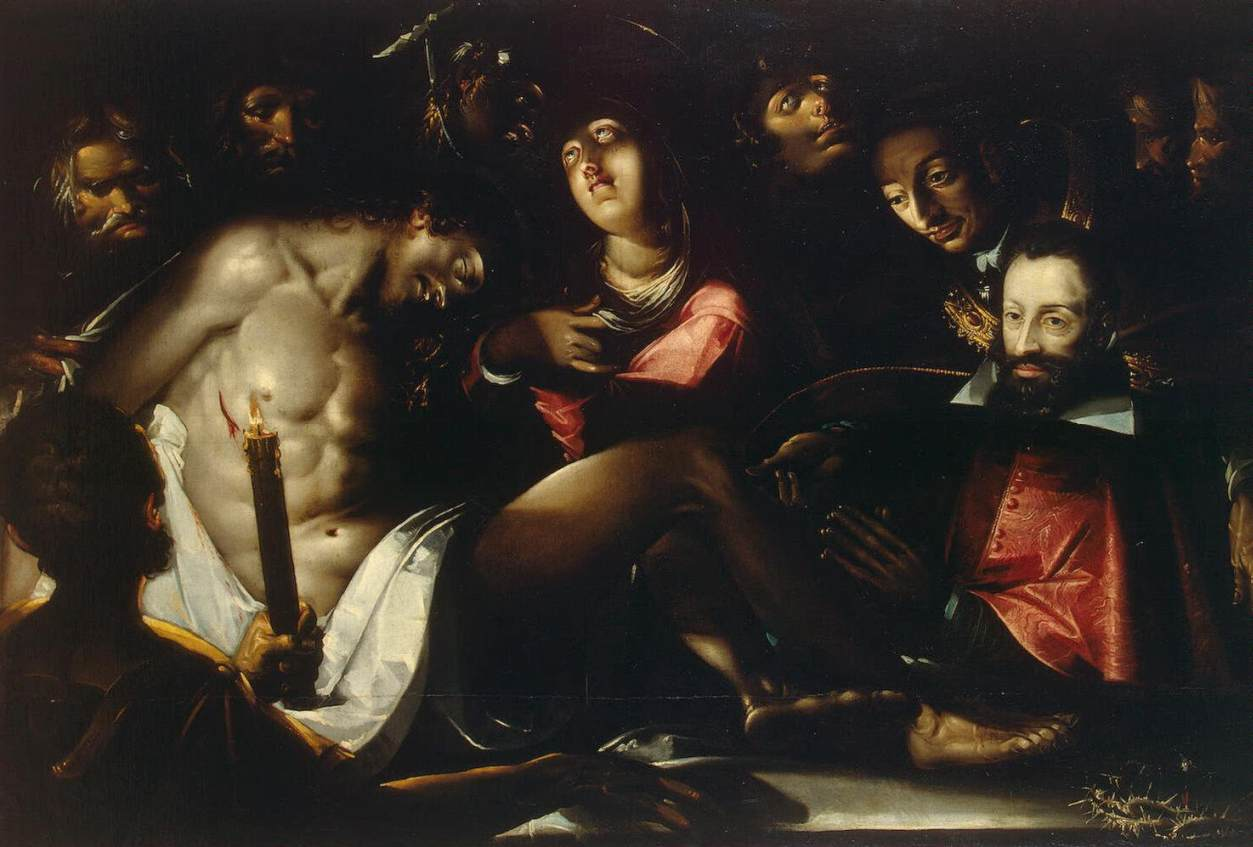
Jacques Bellange, 1616-1617 La Lamentation Musée de l'Ermitage, Saint-Petersbourg
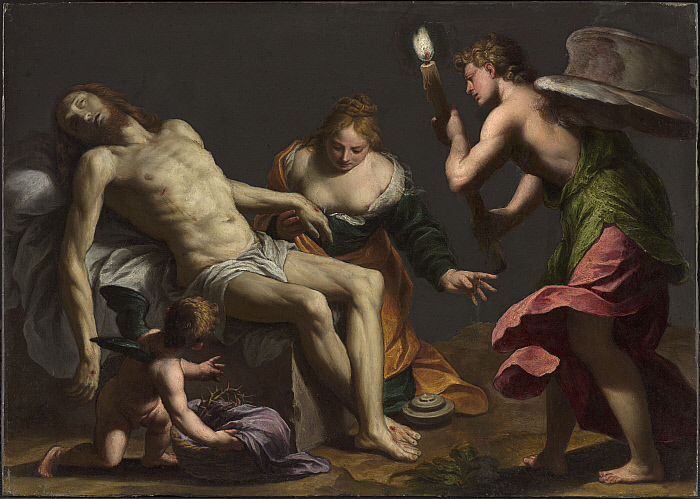
Alessandro Turchi, 1645-1650 Lamentation sur le corps du Christ Clark Art Institute
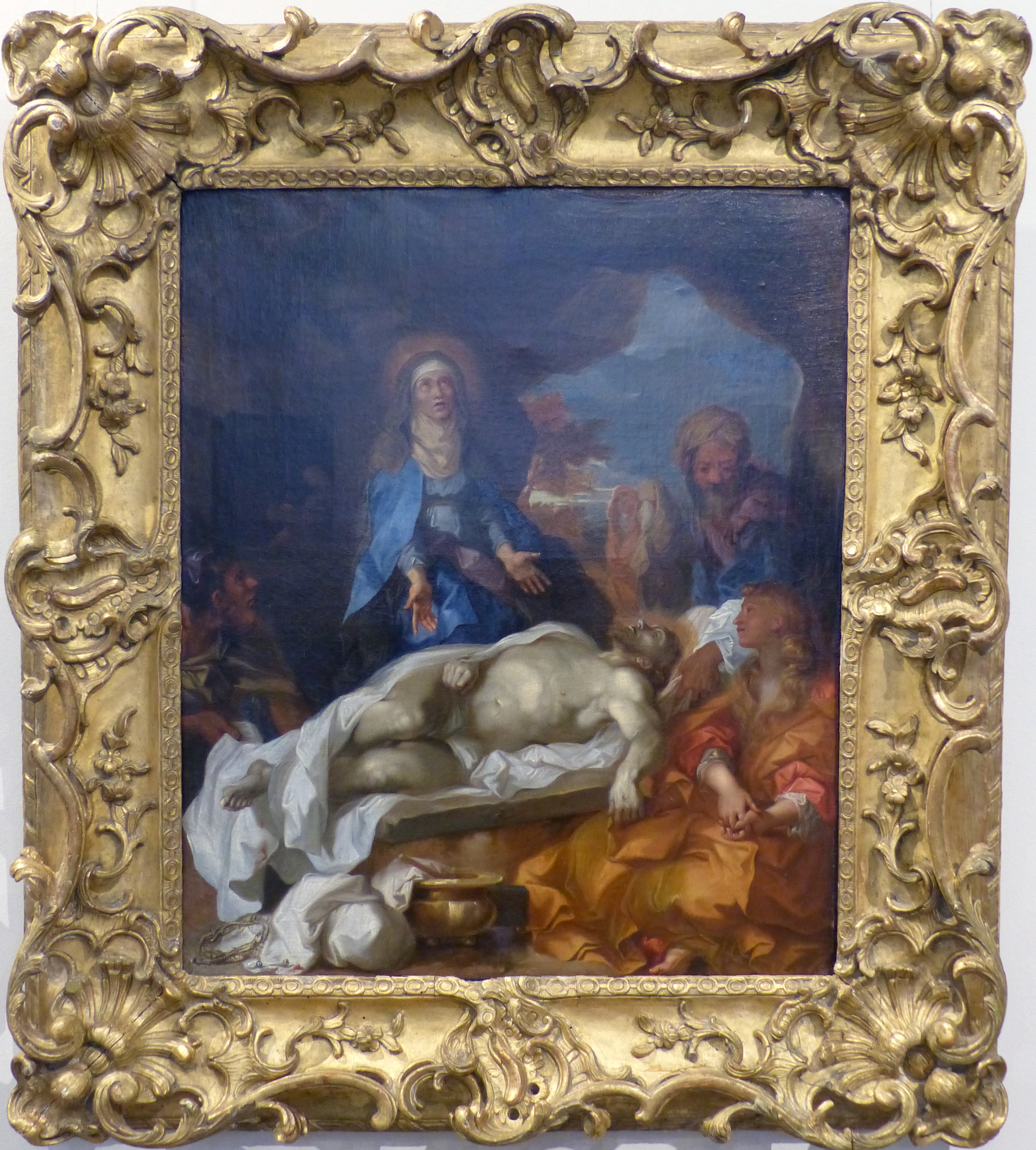
Sébastien Bourdon, ca. 1665-ca. 1670 La Déploration du Christ Musée Fabre, Montpellier

### XIXesiècle
- Eugène Delacroix, 1848, La Lamentation (Christ à la tombe), Musée des Beaux-Arts (Boston)[46] et 1857, La Lamentation sur le Christ,  Staatliche Kunsthalle Karlsruhe[47]
- Antoine Wiertz (1806-1865), Christ au tombeau , Musée Wiertz, Ixelles[48]
- Gustave Moreau, 1867, Le Calvaire, Musée d'Orsay[49]
- Paul Gauguin (1848-1903) [réf. nécessaire]
- Vincent Van Gogh (1853-1890) [réf. nécessaire]

Peintres du XIXe siècle
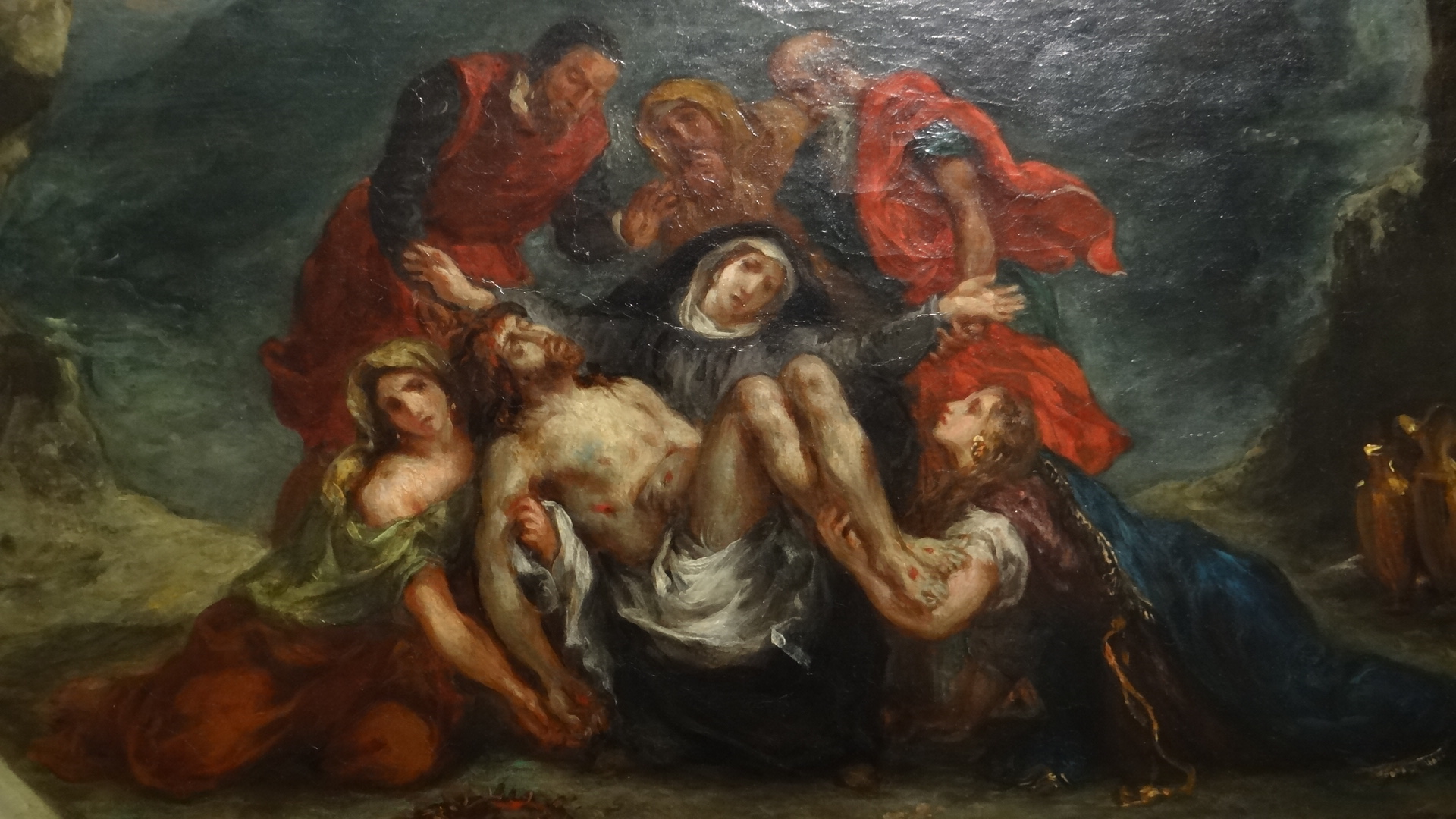
Eugène Delacroix, La lamentation sur le corps du Christ,(1857), Staatliche Kunsthalle Karlsruhe.
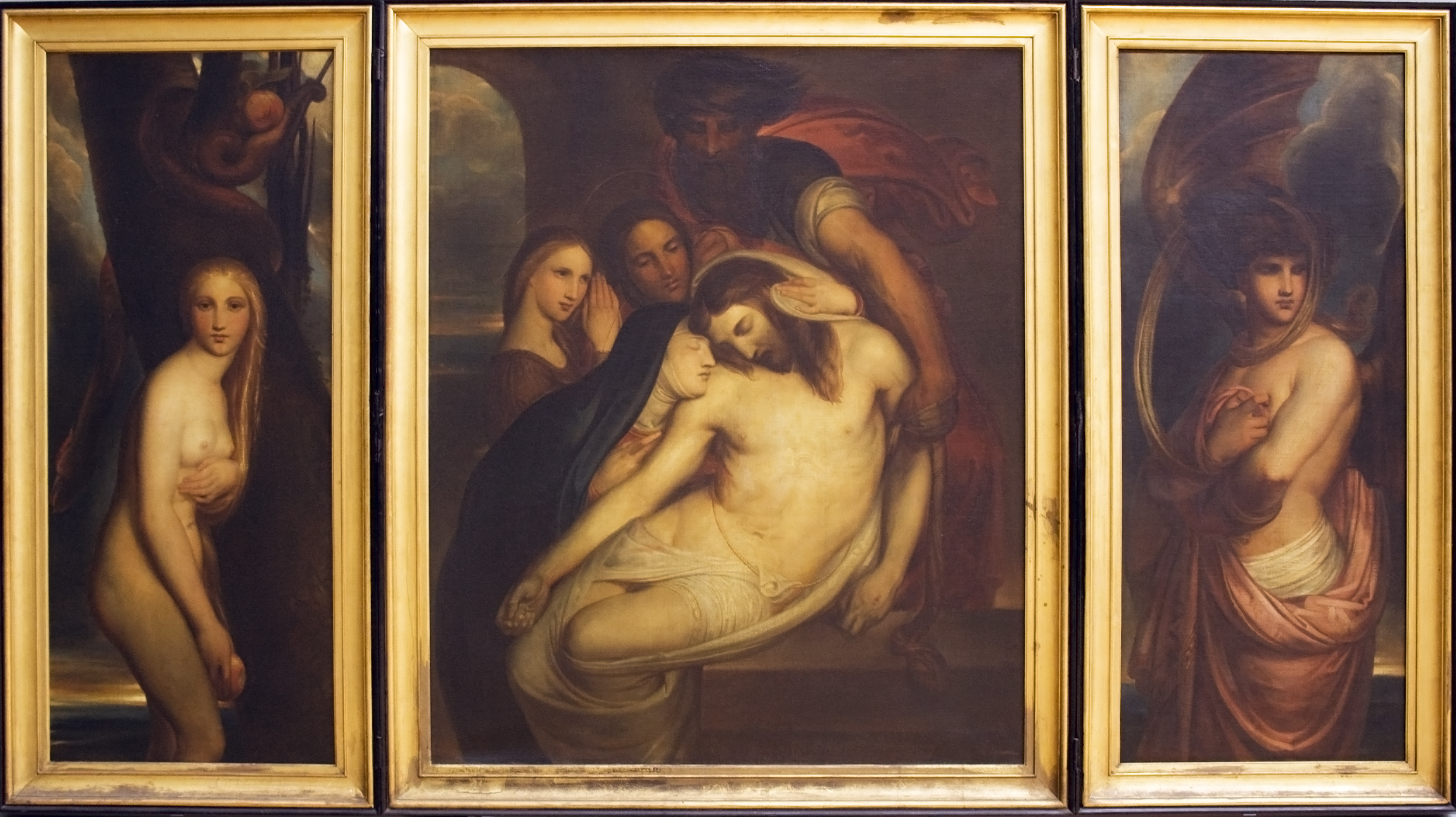
Antoine Wiertz (1806-1865) Christ au tombeau Musée Wiertz, Ixelles
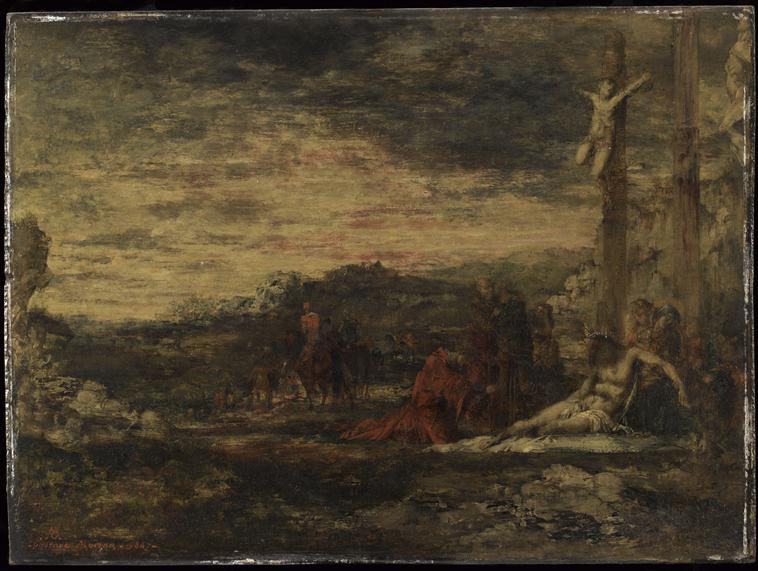
Gustave Moreau, 1867 Le Calvaire Musée d'Orsay

### Sculpteurs
- Niccolò dell'Arca
- Tilman Riemenschneider
- Alfonso Lombardi
- Michel-Ange

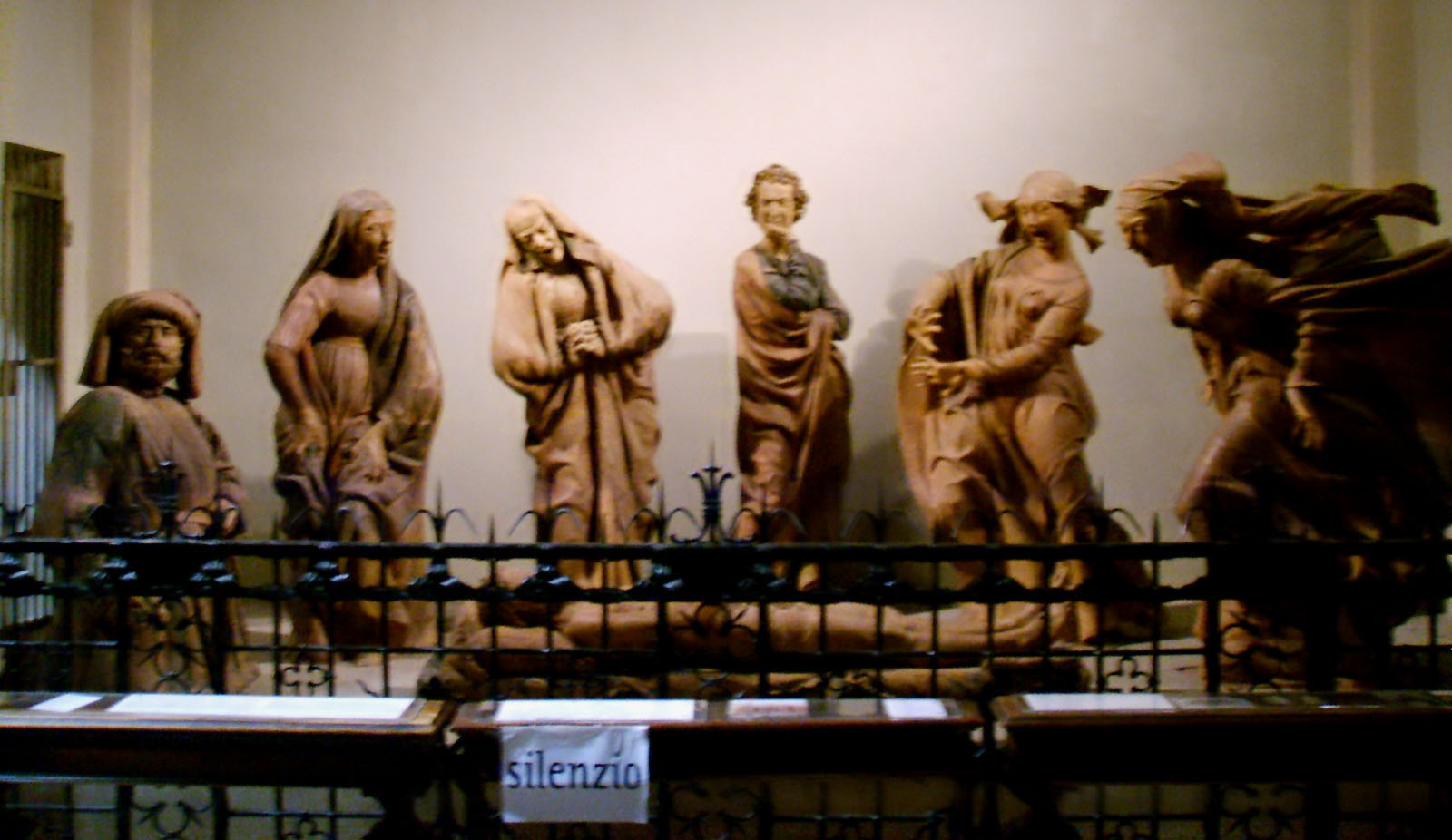
Niccolò dell'Arca, Lamentation sur le Christ mort (1463-1490), Bologne, église Santa Maria della Vita.